# Mount Vernon
Pour les articles homonymes, voir Mount Vernon (homonymie) et Vernon.
Mount Vernon est l'ancienne résidence et plantation de George Washington, l'un des pères fondateurs des États-Unis, commandant de la Continental Army pendant la guerre d'indépendance des États-Unis et premier président des États-Unis, et de son épouse, Martha Washington. Monument historique américain, le domaine se trouve sur les rives du fleuve Potomac dans le comté de Fairfax, en Virginie, à environ 15 miles au sud de Washington, DC.
La famille Washington a acquis des terres dans la région en 1674. Vers 1734, elle se lance dans une expansion de son domaine, qui se poursuit sous George Washington, qui commence à louer le domaine en 1754 avant d'en devenir l'unique propriétaire en 1761.
Le manoir a été construit en bois dans un vague style palladien ; la maison d'origine a été construite vers 1734 par le père de George Washington, Augustine Washington. George Washington a agrandi la maison à deux reprises, une fois à la fin des années 1750 et une autre fois dans les années 1770. À sa mort en 1799, 317 esclaves sont présents dans la plantation. Le domaine décline ensuite progressivement, propriété de plusieurs générations successives de la famille, les revenus étant insuffisants pour l'entretenir convenablement.
En 1858, l'importance historique de la maison fut reconnue et elle fut reprise avec une partie du domaine immobilier de Washington par la Mount Vernon Ladies' Association, un organisme sans but lucratif qui préserve et entretient le domaine. Le manoir et les bâtiments environnants ont échappé aux dommages de la guerre de Sécession, qui a endommagé de nombreuses propriétés dans les États confédérés d'Amérique.
Mount Vernon a été désigné National Historic Landmark en 1960 et est inscrit au registre national des lieux historiques. Il est toujours détenu et entretenu en fiducie par la Mount Vernon Ladies' Association, étant ouvert au public tous les jours en reconnaissance par George Washington en 1794, de l'intérêt public pour son domaine : « Je n'ai aucune objection à ce qu'une personne sobre ou ordonnée satisfasse sa curiosité en visitant les bâtiments, les jardins, etc. autour de Mount Vernon. »

## Nom
Lorsque les ancêtres de George Washington acquièrent le domaine, celui-ci est connu sous le nom de Little Hunting Creek Plantation, du nom du ruisseau Little Hunting Creek voisin. Lorsque le demi-frère aîné de Washington, Lawrence Washington (1718-1752), en hérite, il le renomme d'après Edward Vernon, un vice admiral et son commandant pendant la guerre de l'oreille de Jenkins qui prit Portobelo aux Espagnols. Lorsque George Washington hérite de la propriété, il conserve le nom.

## Bâtiments et terrains
Le domaine s'étendait sur 8 000 acres lorsque George Washington y vivait. En 2011, la propriété s'étale sur 500 acres, y compris le manoir et plus de 30 autres bâtiments près du bord de la rivière.

### Architecture

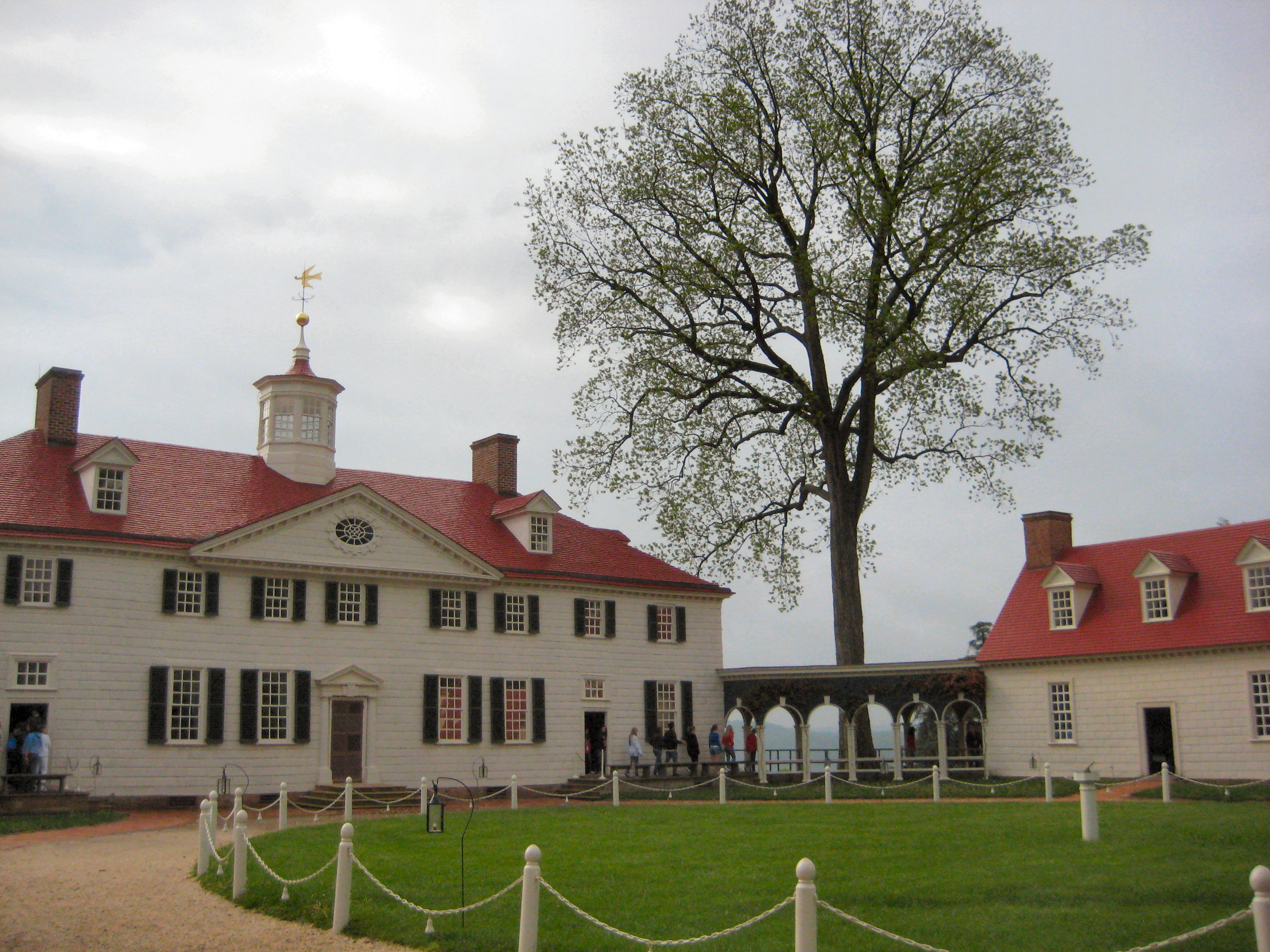
Vue avec les colonnades reliant le logis central à une aile.

La construction du manoir actuel commence vers 1734 et est réalisée par étapes successives par un architecte inconnu sous la supervision d'Augustine Washington. La porte principale décentrée est la conséquence de cette construction échelonnée et non planifiée. Telle qu'elle a été achevée et est visible aujourd'hui, la maison présente un vague style palladien. Une maison à un étage avec une mansarde en constitue la partie principale, qui date d'environ 1734. Dans les années 1750, le toit est surélevé jusqu'à un deuxième étage et un troisième étage mansardé. Des extensions d'un étage ont également été ajoutées aux extrémités nord et sud de la maison, qui ont été démolies lors de la phase de construction suivante. Le manoir actuel a une superficie de 1 025 m2.
La deuxième expansion débute en 1774. Une aile de deux étages est ajoutée au côté sud. Deux ans plus tard, une grande salle à deux étages est ajoutée au côté nord. Deux ailes secondaires d'un seul étage sont construites en 1775. Ces ailes secondaires, qui abritent la salle des domestiques au nord et la cuisine au sud, sont reliées au corps de logis par des colonnades symétriques en quart de cercle, construites en 1778. L'achèvement des colonnades affermit la disposition palladienne classique du complexe et forme une cour d'honneur distincte, connue à Mount Vernon sous le nom de Mansion Circle, donnant à la maison son aspect imposant.

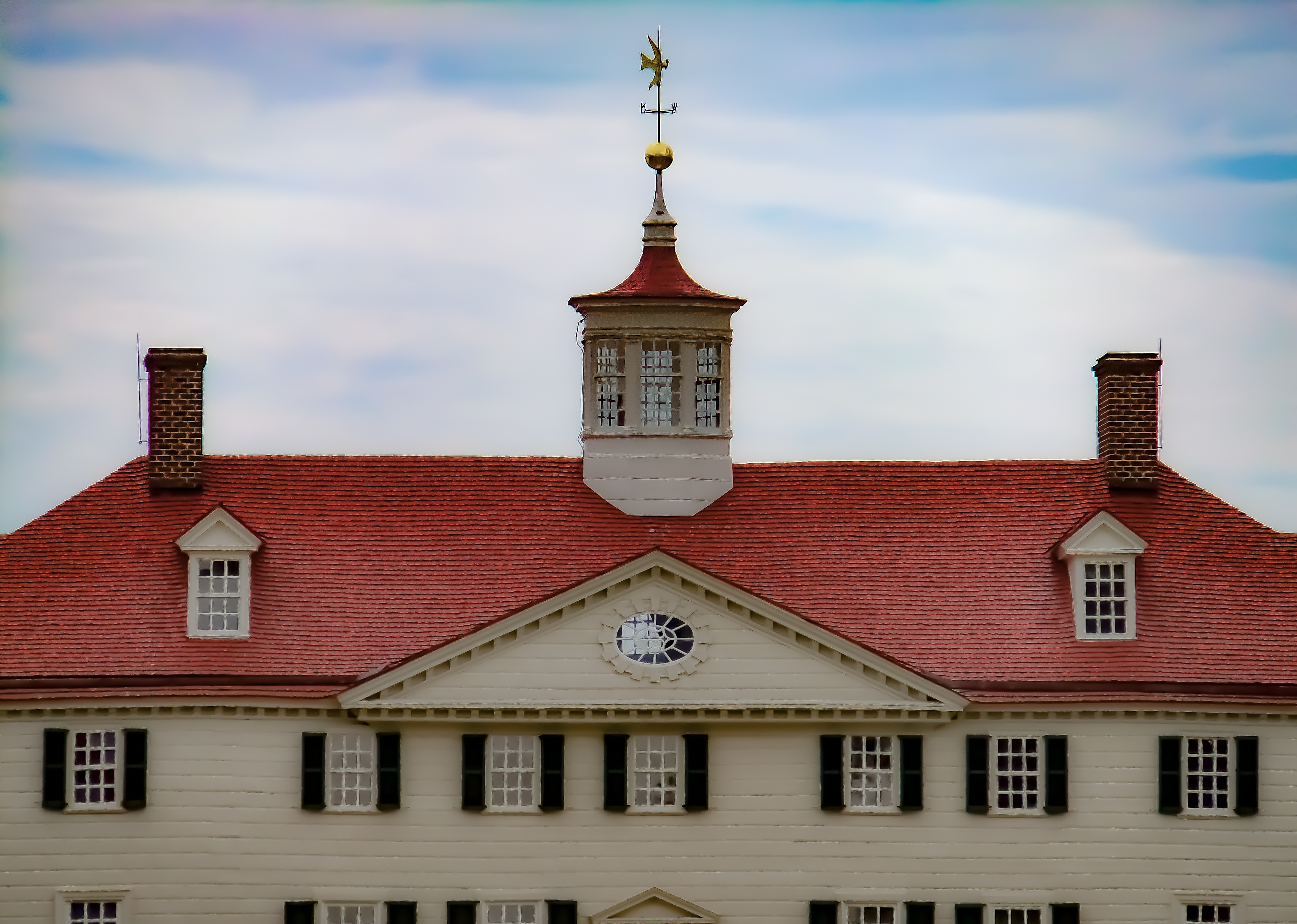
Détail du toit.

Le corps de logis est doté d'un toit en croupe avec des lucarnes ; les ailes secondaires sont dotées de toits en bâtière avec lucarnes. Outre son deuxième étage, l'importance du corps de logis est encore soulignée par deux grandes cheminées perçant le toit et par une coupole surmontant le centre de la maison ; ce point focal octogonal possède une courte flèche surmontée d'une colombe de la paix dorée. Cette disposition de la coupole s'inscrit davantage dans le style restauration anglaise que palladien et a probablement été incorporée pour améliorer la ventilation du grenier agrandi et renforcer la symétrie globale de la structure et des deux ailes ; une coupole similaire couronne le palais du Gouverneur de Williamsburg, connu de Washington.
Bien qu'aucun architecte ne soit connu pour avoir conçu Mount Vernon, certains attribuent la conception à John Ariss, un éminent architecte de Virginie qui a conçu l'église de Paynes dans le comté de Fairfax (aujourd'hui détruite) et probablement Mount Airy dans le comté de Richmond (Virginie). D'autres sources attribuent cette responsabilité au colonel Richard Blackburn, qui a également conçu Rippon Lodge dans le comté de Prince William et la première Falls Church,. La petite-fille de Blackburn, Anne, a épousé Bushrod Washington, le neveu de George, et est enterrée dans la tombe des Washington sur le terrain. La plupart des historiens de l'architecture pensent que la conception de Mount Vernon est uniquement attribuable à Washington et que l'implication d'autres architectes est basée sur des conjectures.

### Intérieur
Les pièces de Mount Vernon ont été en grande partie restaurées pour retrouver leur aspect d'origine à l'époque où George et Martha Washington y vivaient. Les pièces comprennent le bureau de Washington, deux salles à manger, dont la plus grande est connue sous le nom de New Room, le salon ouest, le salon avant, la cuisine et quelques chambres.
La conception intérieure suit le concept classique de l'extérieur, mais en raison de l'évolution progressive du manoir, les caractéristiques architecturales internes – les chambranles des portes, les moulures et les stucs – ne sont pas toujours fidèles à une période spécifique du renouveau de l’architecture classique du XVIIIe siècle. Au lieu de cela, ils vont du palladianisme à un néoclassicisme plus raffiné et plus tardif dans le style de Robert Adam. Cette variante du style classique est mieux illustrée dans les chambranles des portes et des pièces principales : dans le salon ouest et la petite salle à manger, ils sont dotés de colonnes ioniques et de frontons pleins, tandis que dans le hall et les couloirs, les portes sont dotées de frontons brisés soutenus par une architrave. De nombreuses pièces sont bordées de lambris peints et ont des plafonds ornés de stucs de style néo-classique ; une grande partie de ces stucs peut être attribuée à un artisan anglais, John Rawlins, qui est arrivé de Londres en 1771, apportant avec lui les motifs de décoration intérieure alors à la mode dans la capitale britannique.
Les visiteurs de Mount Vernon peuvent désormais voir le bureau de Washington, une pièce dans laquelle, au XVIIIe siècle, seuls quelques privilégiés avaient accès. Cette chambre meublée simplement dispose d'une salle de bains attenante, d'une garde-robe et d'un bureau. Elle était si privée qu'il en existe peu de descriptions contemporaines. Ses murs sont recouverts de panneaux en bois naturel et de bibliothèques assorties.
Contrairement à l'intimité du bureau, depuis l'époque de Washington, la salle de réception la plus grandiose est la soi-disant New Room ou Large Dining Room (Nouvelle Salle ou Grande Salle à Manger), un salon à deux étages remarquable par sa grande fenêtre palladienne, occupant toute l'élévation nord du manoir, avec une belle cheminée en marbre néoclassique. L'histoire de cette cheminée explique dans une certaine mesure le style général sobre de la maison. Lorsqu'elle est offerte à Washington par le marchand anglais Samuel Vaughan, Washington est d'abord réticent à accepter le cadeau, déclarant qu'il était « trop élégant et coûteux, je crains pour ma propre chambre et le style de vie républicain ».
Des efforts ont été faits pour restaurer les pièces et maintenir l'atmosphère du XVIIIe siècle en utilisant des combinaisons de couleurs originales et en exposant des meubles, des tapis et des objets décoratifs contemporains de la maison. Les salles contiennent des portraits et d'anciens biens de George Washington et de sa famille.

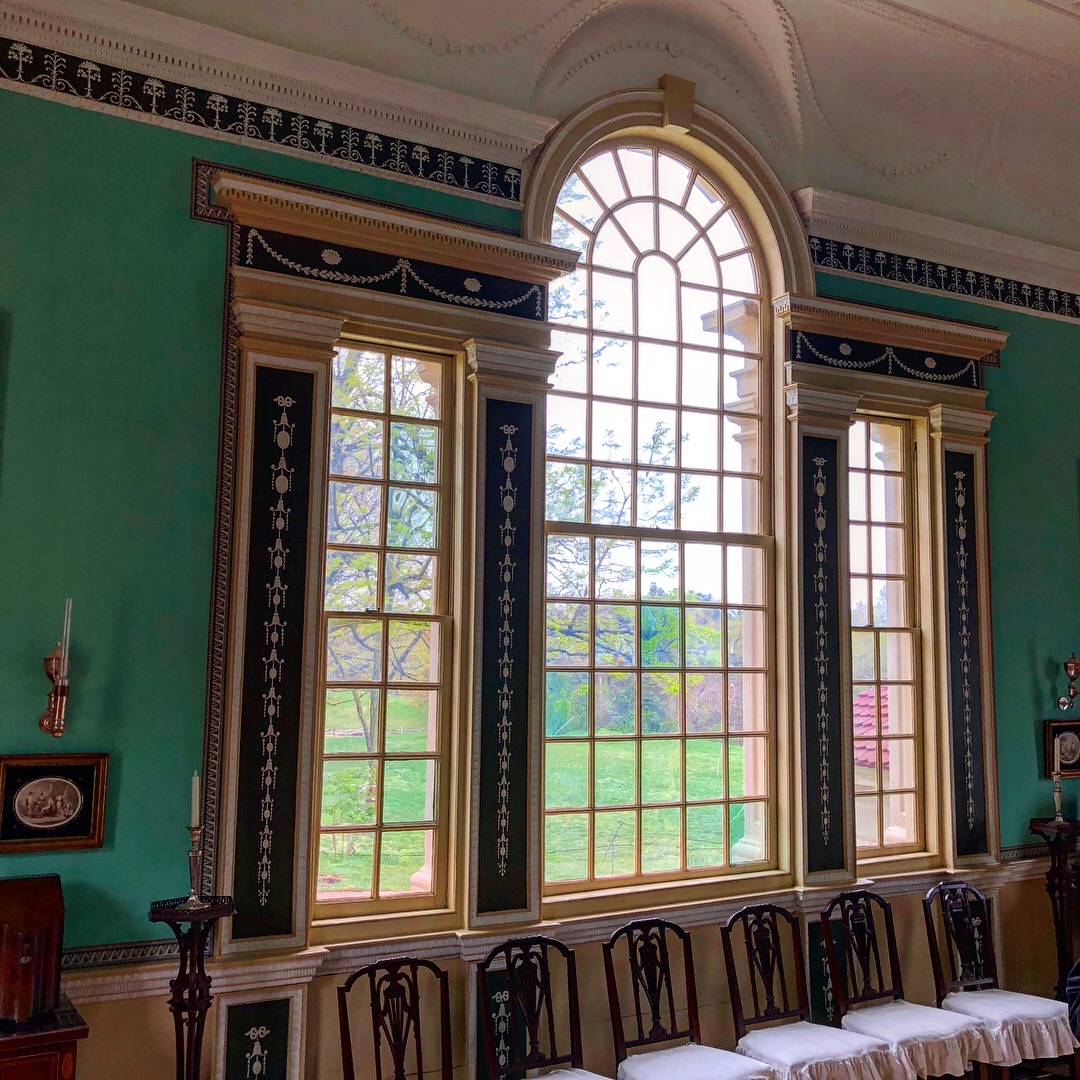
Détail de fenêtre.
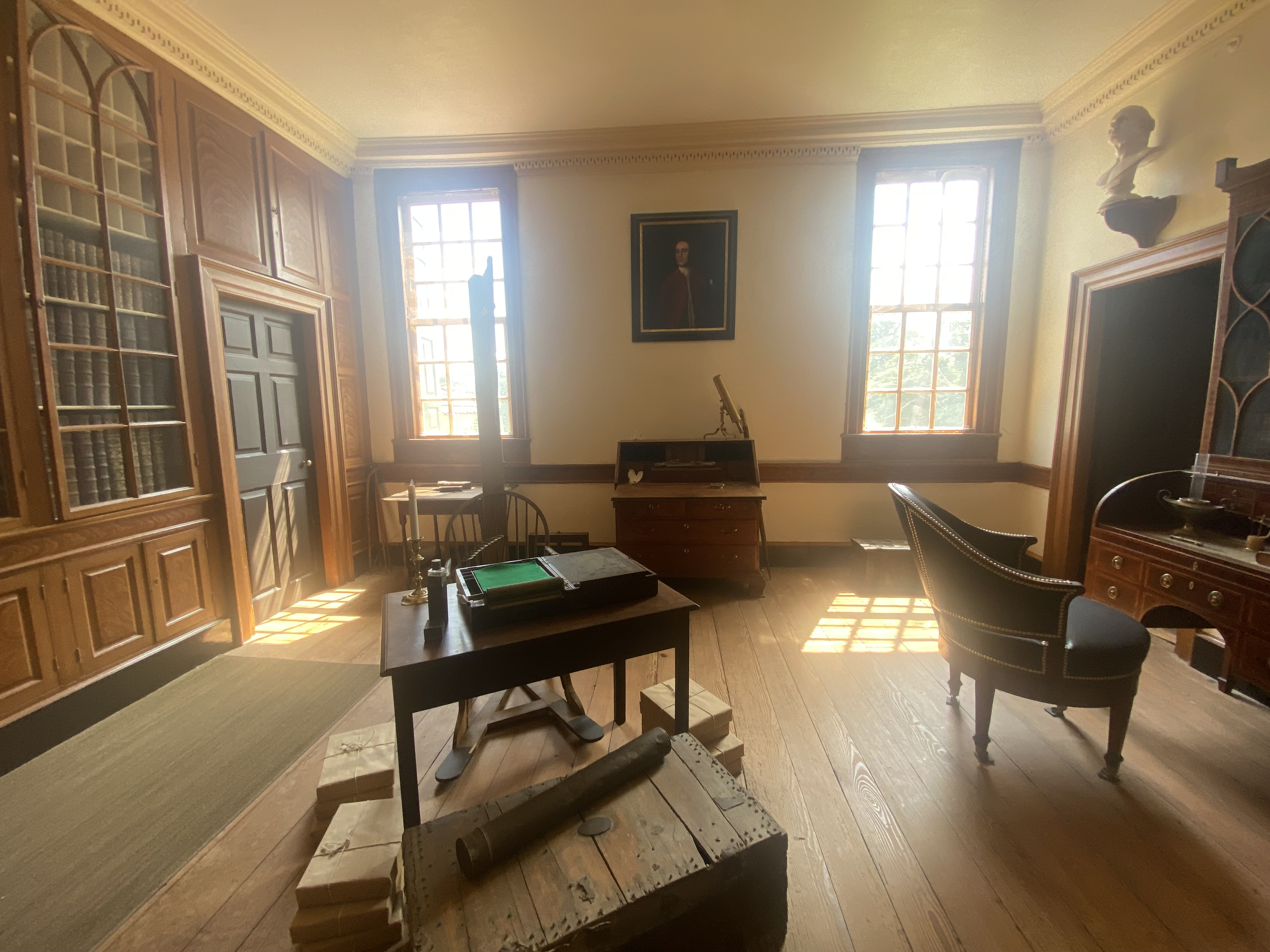
Bureau de Washington.
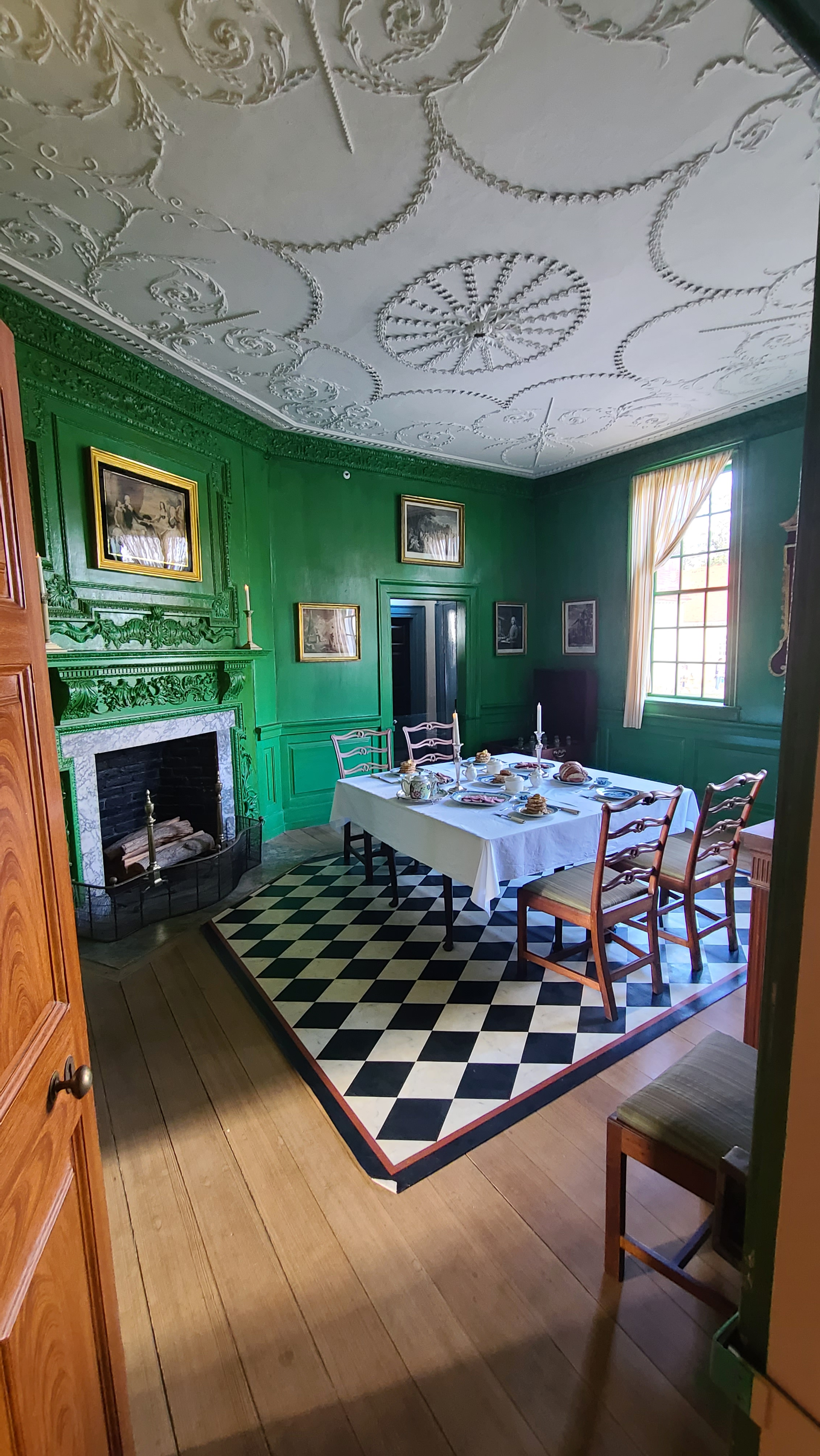
Salle à manger de George Washington connue pour sa couleur unique, résultant d'une peinture au cuivre.

### Extérieurs
Les jardins et les terrains renferment des buis anglais, prélevés à partir de boutures envoyées par le major général Henry Lee III, gouverneur de Virginie et père de Robert Lee, qui ont été plantés en 1786 par George Washington et qui emplissent désormais le chemin d'entrée. Pour accéder à l'entrée du manoir, une route carrossable longe un boulingrin herbeux. De chaque côté se trouve un jardin délimité par des murs de briques rouges. Des légumes, des fruits et autres denrées périssables destinés à la consommation du ménage étaient cultivés dans ces jardins de style néo-colonial, conçus pour évoquer le style de jardin typique de la période coloniale de l’Australie ou des États-Unis. Le jardin supérieur, situé au nord, est bordé par la serre. Des murs ha-ha sont utilisés pour séparer la ferme en activité des jardins d'agrément que Washington a créés pour sa famille et ses invités. Le quartier du superviseur, la salle de filature, la maison du sel et la maison du jardinier se trouvent entre le jardin supérieur et le manoir.
Le jardin inférieur, ou jardin sud, est bordé à l'est par l'entrepôt et les quartiers du commis, le fumoir, la buanderie, la blanchisserie et la remise. Un enclos et une écurie se trouvent à la limite sud du jardin ; à l'est, un peu en contrebas de la colline, se trouve la glacière. Le tombeau original est situé le long de la rivière. Le tombeau le plus récent dans lequel les corps de George et Martha Washington reposent depuis 1831, se trouve au sud du jardin fruitier ; le cimetière des esclaves se trouve à proximité, un peu plus bas sur la colline. Un sentier forestier traverse les bois jusqu'au site d'une ferme de pionniers reconstituée sur un terrain près de la rivière. La ferme en activité de 4 acres comprend une reconstitution de la grange à 16 côtés de Washington.
Un musée et un centre éducatif se trouvent sur le terrain et exposent des exemples de matériel d'arpentage, d'armes et de vêtements de Washington, ainsi que les prothèses dentaires portées par Washington quand il était président des États-Unis. En 2013, la Fred W. Smith National Library for the Study of George Washington a ouvert ses portes. La bibliothèque, qui est ouverte aux étudiants sur rendez-vous uniquement, favorise de nouvelles recherches sur George Washington et conserve les livres et manuscrits originaux de ce dernier.

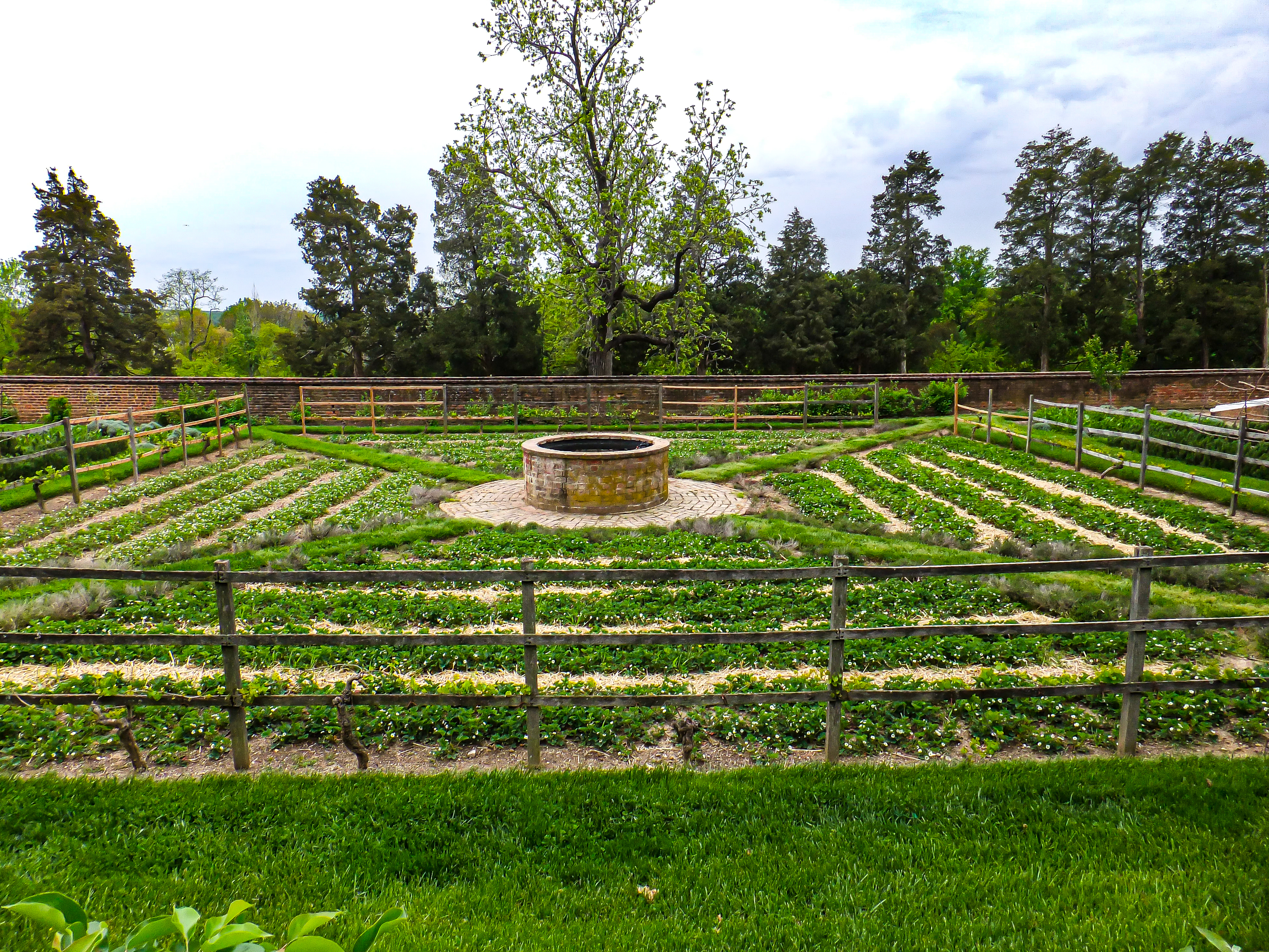
Jardin inférieur.
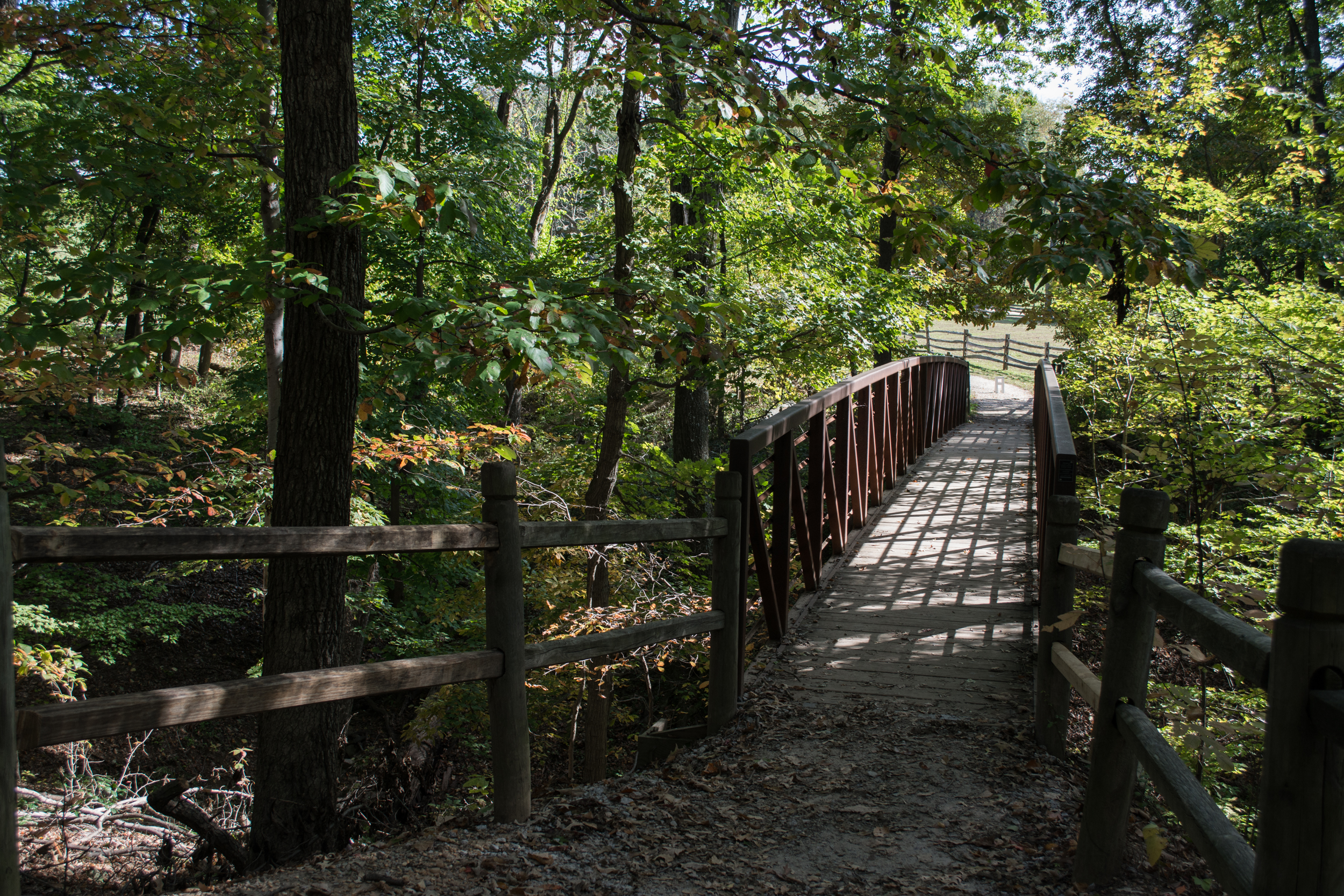
Sentier forestier.
Reconstitution de la grange à 16 côtés construite en 1792 par Washington.

## Histoire

### Installation de la famille Washington à Mount Vernon

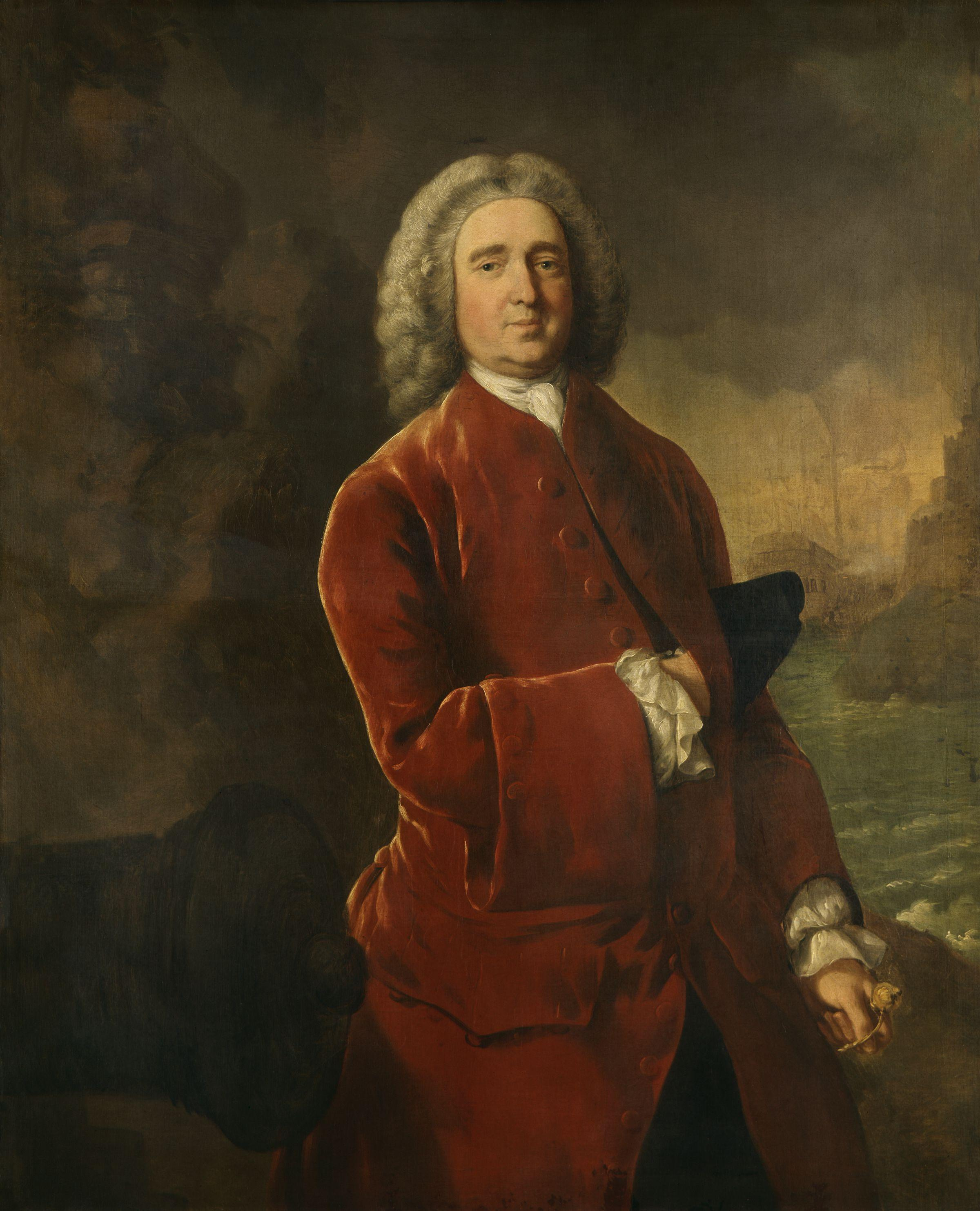
Thomas Gainsborough, Edward Vernon, vers 1753, National Portrait Gallery (Royaume-Uni).

En 1674, John Washington, l’arrière-grand-père de George Washington, et Nicholas Spencer entrent en possession des terres sur lesquelles la plantation du mont Vernon sera installée, connue à l’origine sous son nom en piscataway, une langue algonquienne, d’Epsewasson. L’acte actant la concession de Mount Vernon, alors dans le Comté de Stafford (Virginie), à Washington et Spencer est daté du 1er mars 1677 et signé par « Tho. Culpepper », le propriétaire originel du Northern Neck, dont la propriété est dévolue à son éventuel héritier Thomas Fairfax (6e lord Fairfax de Cameron). Spencer agit comme agent pour son cousin Thomas Culpeper (2e baron Culpeper), le propriétaire anglais du terrain qui contrôle le Northern Neckl de la Virginie, dans laquelle se trouve la parcelle.
À la mort de John Washington en 1677, son fils Lawrence, le grand-père de George Washington, hérite de la part de son père dans la propriété. En 1690, il accepte de diviser officiellement les 5 000 acres estimés (20 km 2 ) du domaine avec les héritiers de Nicholas Spencer, décédé l'année précédente. Les Spencer prennent la plus grande moitié sud bordant Dogue Creek, dans la concession de terres de Lord Culpeper, en septembre 1674, laissant aux Washington la partie le long de Little Hunting Creek. Les héritiers Spencer donnent 2 500 lb (1 133,980925 kg) de tabac à Lawrence Washington en guise de compensation.
Lawrence Washington décède en 1698, léguant la propriété à sa fille Mildred. Le 16 avril 1726, elle accepte un bail d'un an sur le domaine avec son frère Augustine Washington, le père de George Washington, pour un loyer dérisoire ; un mois plus tard, le bail est remplacé par l'achat de la propriété par Augustine pour 180 £. Il construit la maison originale sur le site vers 1734, lorsque lui et sa famille déménage de Pope's Creek à Eppsewasson, qu'il renomme Little Hunting Creek. Les fondations en pierre d'origine de ce qui semble avoir été une maison de deux pièces avec deux autres pièces à un demi-étage au-dessus sont encore partiellement visibles dans la cave de la maison actuelle.
Augustine Washington rappelle son fils aîné, Lawrence, le demi-frère de George, d'Angleterre où il est à l'école en 1738, et l'installe dans la plantation de tabac familiale de Little Hunting Creek, lui permettant ainsi de ramener sa famille à Fredericksburg à la fin de 1739. En 1739, Lawrence, ayant atteint l'âge de 21 ans, commence à acheter des parcelles du terrain adjacent de Spencer, en commençant par une parcelle autour du moulin à grains de Dogue Creek. Au milieu de l'année 1740, Lawrence reçoit une commission convoitée d'officier dans la British Army et se prépare à partir en guerre dans les Caraïbes avec le régiment américain nouvellement formé pour combattre dans la guerre de l'oreille de Jenkins. Il sert sous les ordres de l'amiral Edward Vernon ; à son retour, il nomme son domaine du nom de son commandant.

### George Washington à Mount Vernon

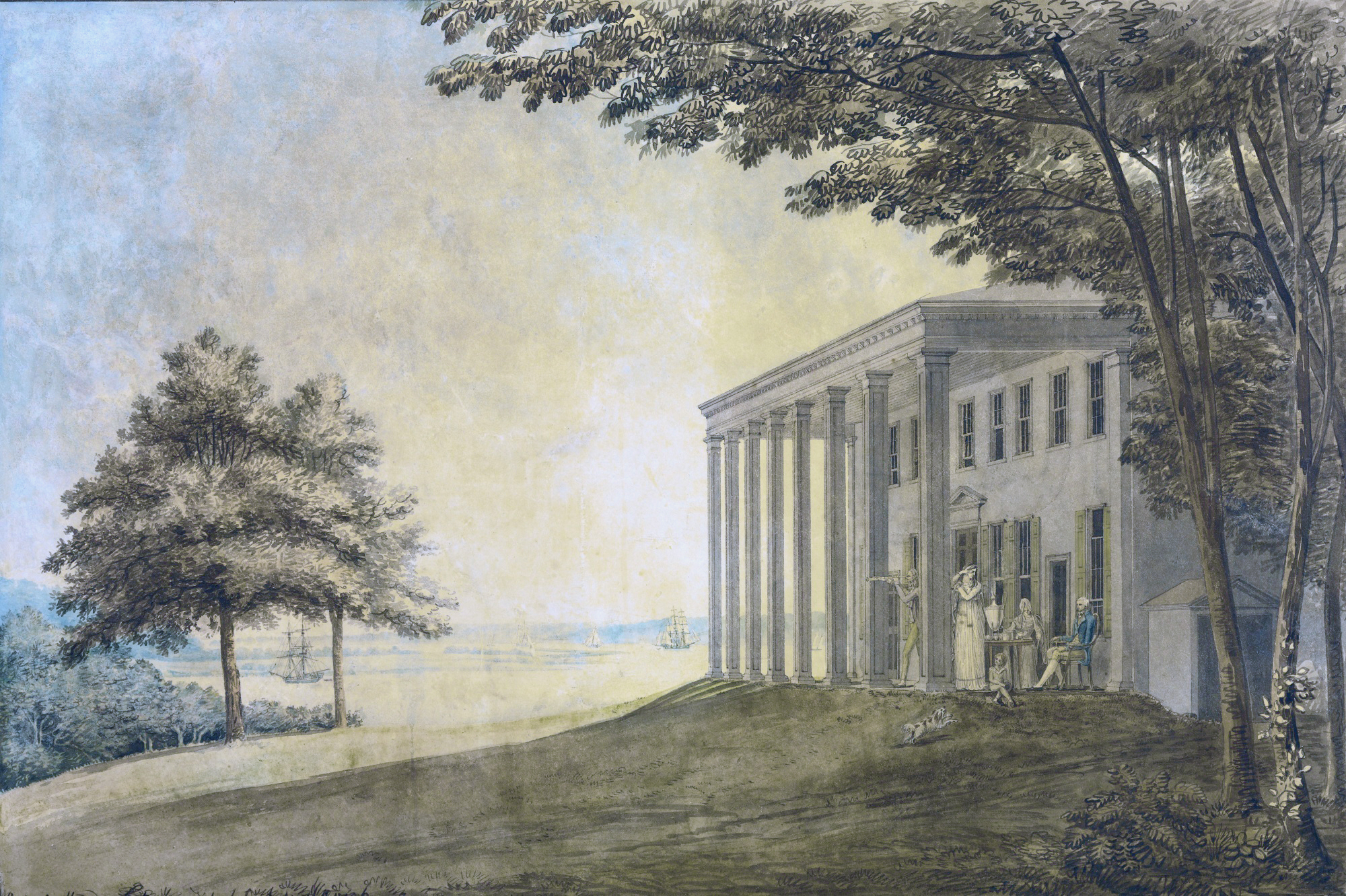
Benjamin Henry Latrobe, Vue du Mount Vernon avec la famille Washington sur la terrasse, 16 juillet 1796.

Lawrence meurt en 1752 ; son testament stipule que sa veuve sera possesseur résiduaire de Mount Vernon, les autres biens revenant à son demi-frère George. George Washington vit déjà à Mount Vernon et gère probablement la plantation. La veuve de Lawrence, Anne Fairfax, se remarie avec un membre de la famille Lee et déménage. Après le décès du seul enfant survivant d'Anne et Lawrence en 1754, George, en tant qu'exécuteur testamentaire de son frère, loue le domaine de sa belle-sœur. À la mort d'Anne Fairfax en 1761, il hérite du reste des biens et devient l'unique propriétaire.
En 1758, Washington entreprend le premier de deux ajouts et améliorations majeurs en élevant la maison à deux étages et demi. La deuxième expansion commence dans les années 1770, peu avant le déclenchement de la guerre d'indépendance. Washington fait ajouter des pièces aux extrémités nord et sud, unifiant l'ensemble avec l'ajout de la coupole et de la terrasse sur deux niveaux surplombant le fleuve Potomac. L'agrandissement final porte le manoir à 21 pièces et à une superficie de 11 028 pieds carrés. La grande majorité des travaux sont réalisés par des esclaves afro-américains et des artisans.

#### Agriculture et autres activités

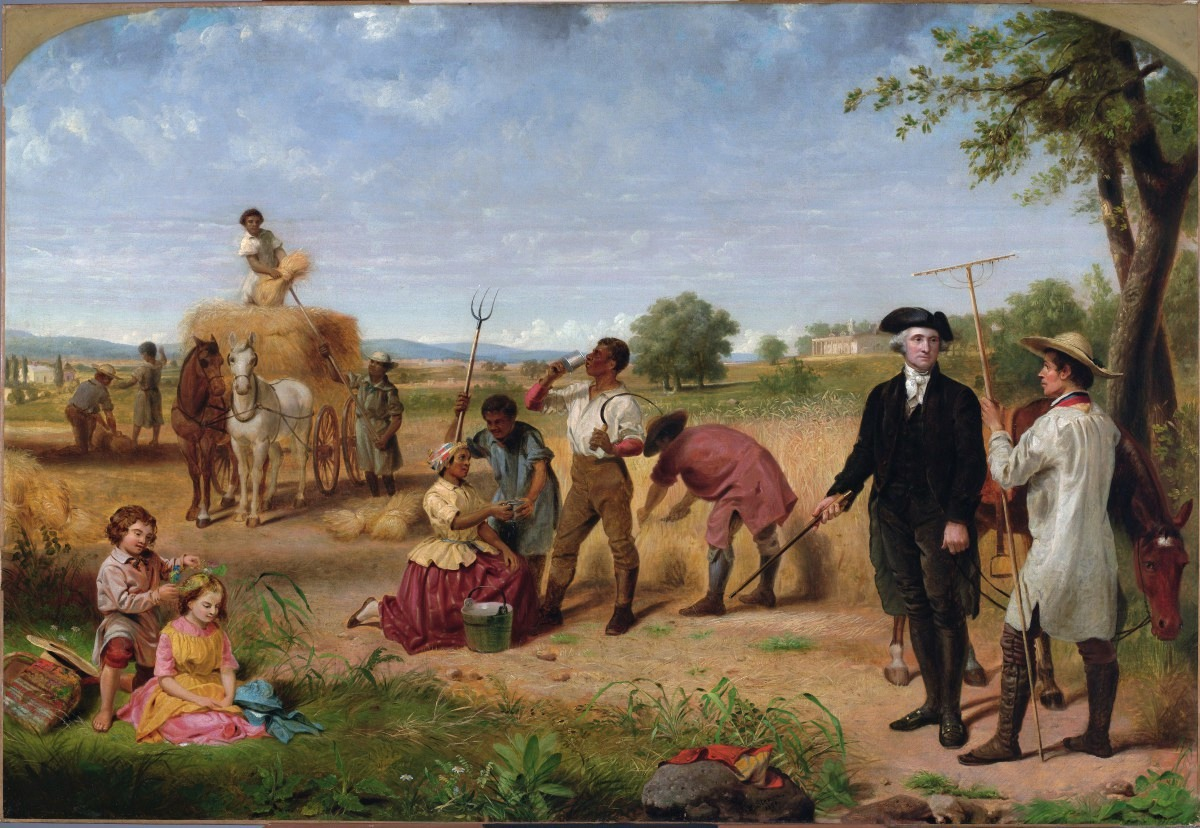
Junius Brutus Stearns, Washington fermier à Mount Vernon, 1851, musée des Beaux-Arts de Virginie.

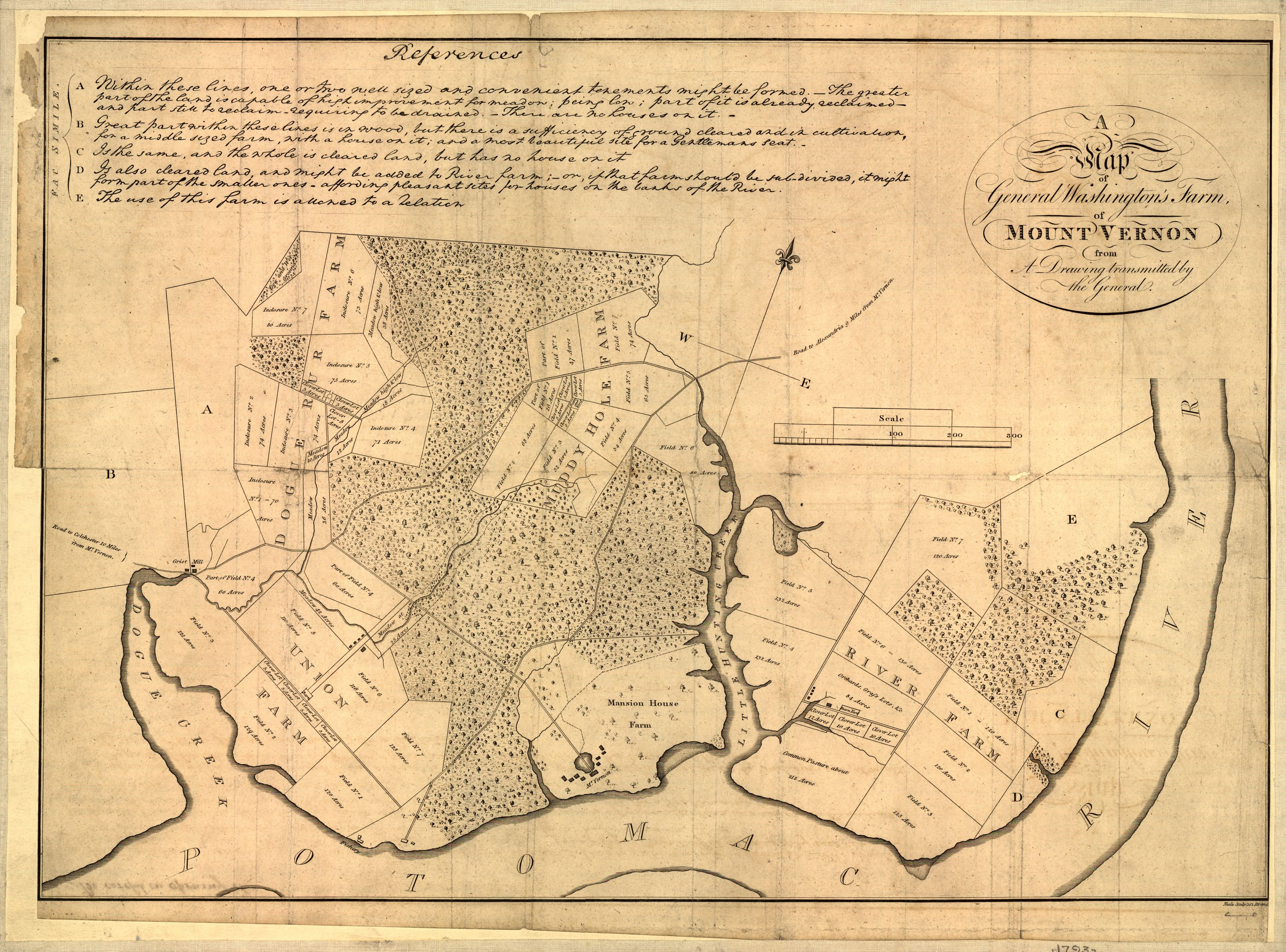
Carte du domaine de 1791 dessinée par George Washington, Library of Congress Geography and Map Division Washington, D.C..

George Washington agrandit le domaine en achetant des parcelles de terre environnantes à partir de la fin des années 1750 et continue à ajouter des terres au domaine dans les années 1780, dont le domaine de River Farm. De 1759 jusqu'à la guerre d'indépendance, Washington, qui à l'époque aspire à devenir un agriculteur éminent, possède cinq fermes distinctes sur son domaine. Il adopte une approche scientifique de l’agriculture et tient des registres détaillés et méticuleux des travaux et des résultats.
Le marché du tabac décline et de nombreux planteurs de Virginie septentrionale se convertissent aux cultures mixtes. En 1766, Washington cesse de cultiver du tabac à Mount Vernon et remplace cette culture par du blé, du maïs et d'autres céréales. Outre le chanvre et le lin, il expérimente 60 autres cultures, dont le coton et la soie. Il tire également des revenus d'un moulin à grains qui produit de la semoule de maïs et de la farine pour l'exportation et moud également le grain des voisins contre rémunération. Il vend également les services des métiers à tisser et du forgeron du domaine.
Il construit et exploite une petite flotte de pêche, permettant à Mount Vernon d'exporter du poisson. Il pratique l'élevage sélectif des moutons dans le but de produire une laine de meilleure qualité. Il ne s'intéresse pas autant à l'élevage qu'aux expériences de cultures, qui sont élaborées et comprennent des rotations de champs complexes, des cultures fixatrices d'azote et différents amendements du sol. Les domestiques de Washington consomment une plus large gamme de sources de protéines que la population typique de Chesapeake de l'époque, qui consomme beaucoup de bœuf.

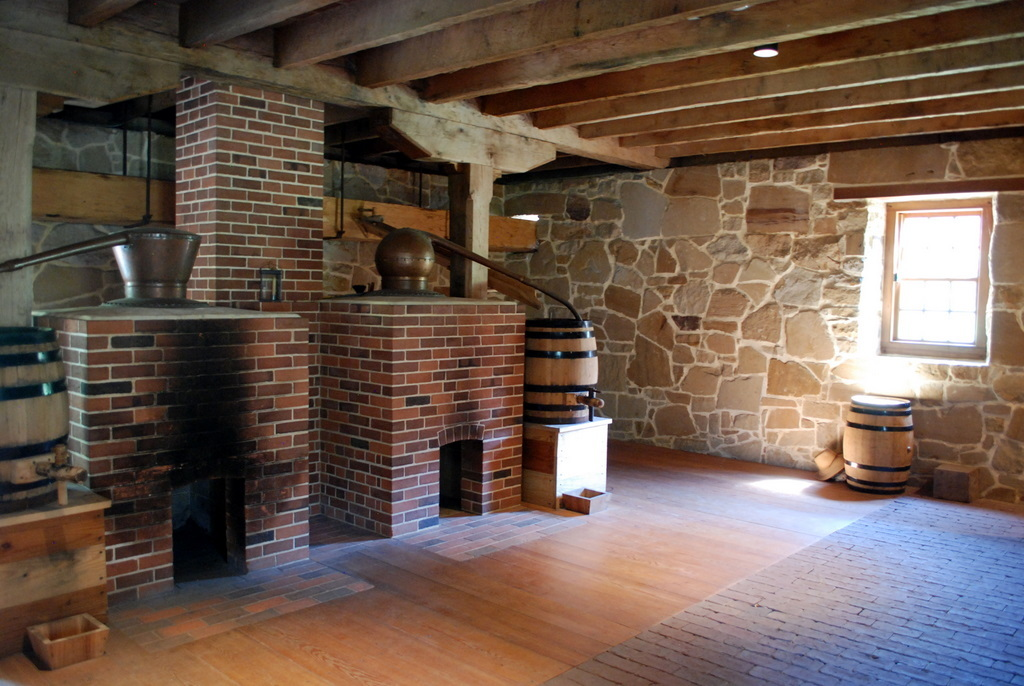
Distillerie.

Les nouvelles cultures demandent moins de main-d'œuvre que le tabac, le domaine dispose donc d’un surplus d’esclaves. Mais Washington refuse de briser les familles pour les vendre. Il commence à embaucher des travailleurs qualifiés sous contrat venus d'Europe pour former les esclaves redondants, qui servent sur et hors du domaine. Après son service militaire, il retourne à Mount Vernon et se consacre, entre 1785 et 1786, à l'aménagement paysager du domaine. On estime qu'au cours de ses deux mandats en tant que président des États-Unis (1789-1797), il passe un total de 434 jours en résidence à Mount Vernon. Après sa présidence, il se consacre à la réparation des bâtiments, à la socialisation et au jardinage. En 1797, le directeur de la ferme, James Anderson, un immigrant écossais récent, suggère la création d'une distillerie de whisky, qui s'avère être l'entreprise la plus rentable du domaine au cours de la décennie de son exploitation.

#### La population esclavagiste de Mount Vernon

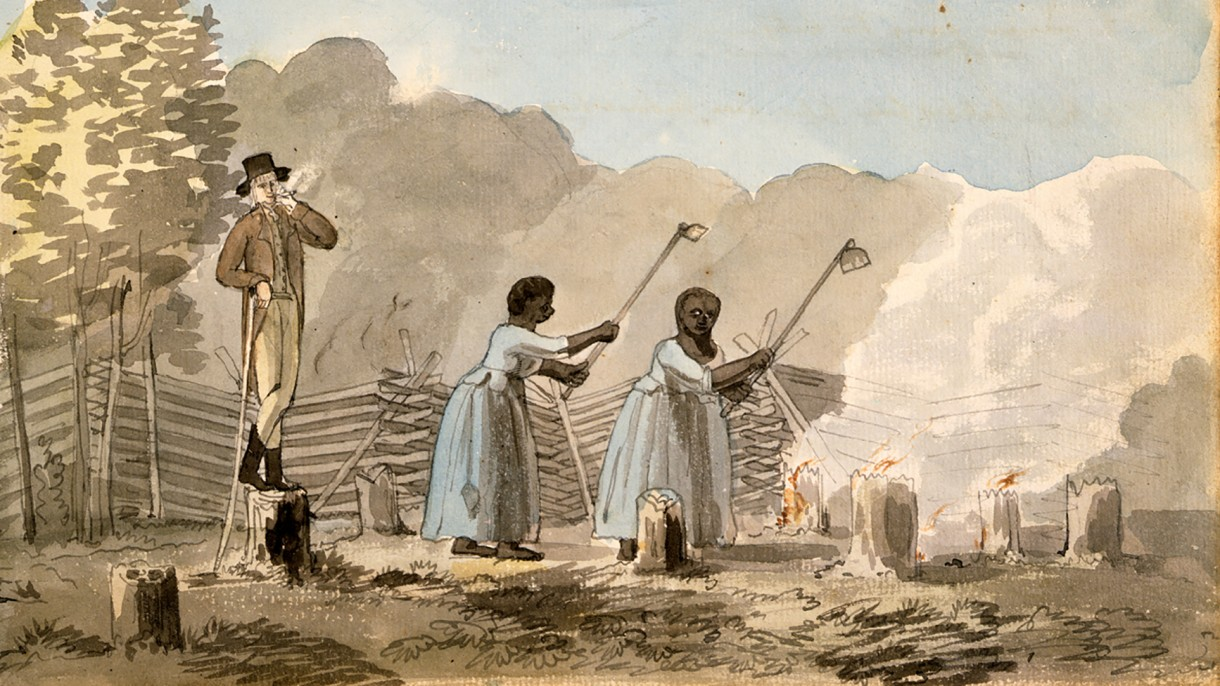
Plantation esclavagiste en Virginie vers 1798.

Plus de 577 esclaves ont travaillé pour George and Martha Washington à Mount Vernon. Ceux-ci pouvaient être achetés, vendus, loués et hérités, tout comme les maisons, les meubles ou le bétail. Si un maître tuait son esclave au cours de la punition, il n'y avait aucune conséquence légale. Ils n'avaient également aucun droit (électoraux, judiciaires, commerciaux, filiaux, matrimoniaux), ni de liberté de circulation (ils ne pouvaient pas quitter leur plantation sans l'autorisation écrite d'un propriétaire ou d'un surveillant). Enfin, leur statut d'esclave est héréditaire et permanent, à moins que leur propriétaire ne décide de les affranchir. Toutefois, avant 1782, l'émancipation en Virginie nécessitait une autorisation spéciale du législateur, elle se produisait donc rarement.

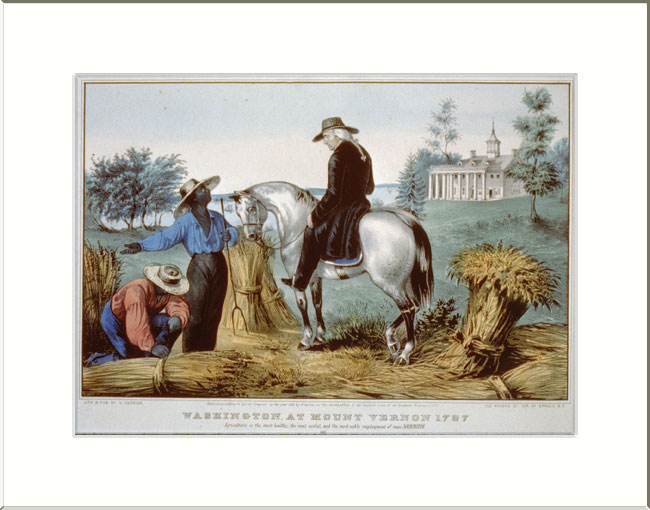
Washington à Mount Vernon en 1797.

Sur le domaine, l'immense majorité des esclaves travaillent dans les plantations des cinq fermes, 15% exercent des métiers spécialisés (tonnelier, charpentier, forgeron, maréchal-ferrant, tisserand), et une dizaine sont affectés au manoir comme majordomes, femmes de chambre, serveurs et cuisiniers.
Certains d'entre eux ont trouvé divers moyens de résister à l'esclavage et de défier l'autorité de George Washington. Cela pouvait aller de la simulation de maladie ou la lenteur au travail, au vol de fournitures et au combat avec les surveillants. De même, au moins 47 esclaves ont tenté de fuir Mount Vernon, ou d'autres terres appartenant à Washington, au cours de sa vie (environ 7 % de la population totale). En 1798, George Washington se désole de toutes ces formes d'insubordination : « Les nègres deviennent de plus en plus insolents et difficiles à gouverner ». Même si ce dernier a exhorté les surveillants à motiver les captifs avec des encouragements et des récompenses, des punitions allant jusqu'au châtiment corporel (flagellation) ont été appliquées. De même, la vente de l'esclave à des plantations antillaises a été utilisée comme punition de dernier recours, notamment pour les tentatives de fuite. Cela impliquait pour le condamné de ne plus jamais revoir sa famille ou ses amis et, compte tenu du taux de mortalité élevé dans les plantations de canne à sucre des Caraïbes, équivalait à une condamnation à mort.

#### Affranchissement des esclaves de George Washington

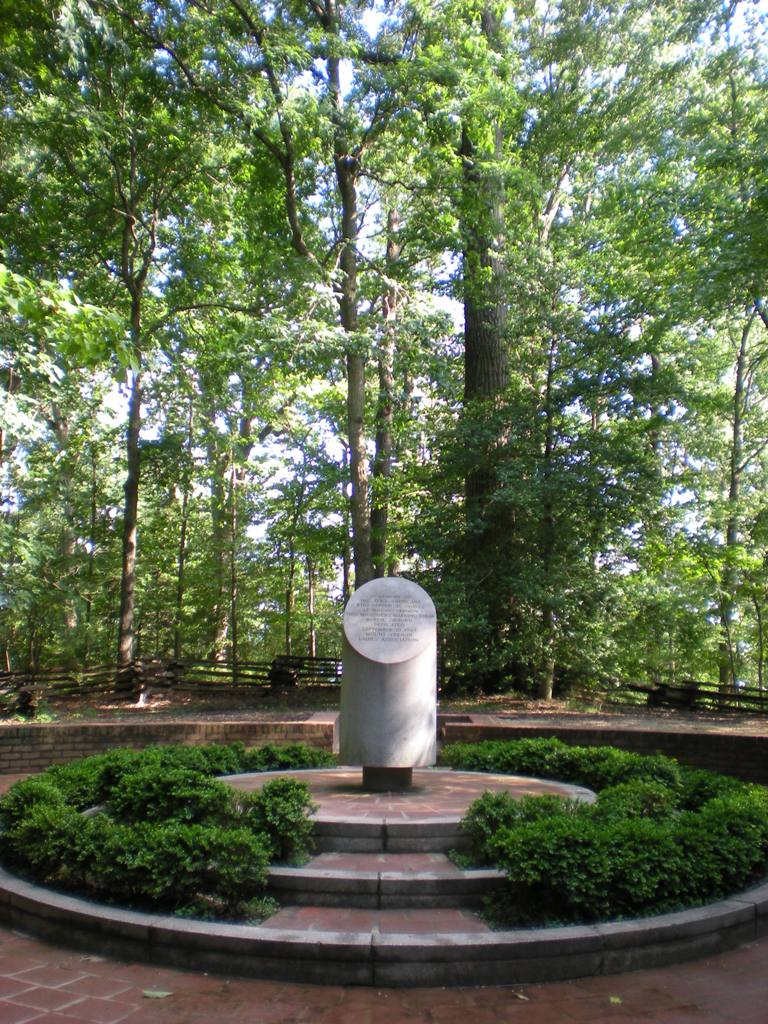
Mémorial des esclaves de Mount Vernon.

Dans son testament, rédigé plusieurs mois avant sa mort en décembre 1799, George Washington laisse des directives pour l'émancipation de tous les esclaves qui lui appartiennent, soit 123 individus, un peu moins de la moitié des 317 esclaves présents à Mount Vernon en 1799. Selon les termes de son testament, ces esclaves doivent être libérés à la mort de Martha Washington.
Conformément à la loi de l'État, George Washington stipule dans son testament que ses héritiers doivent aider tout au long de leur vie les esclaves âgés ou trop malades pour travailler. Les enfants sans parents, ou ceux dont les familles sont trop pauvres ou ne pouvant s'occuper de leur éducation, doivent être confiés (ou mis en apprentissage) à des maîtres et des maîtresses qui leur enseigneront la lecture, l'écriture et un métier utile, jusqu'à ce qu'ils soient finalement libérés à l'âge de vingt-cinq ans.
Lorsque le premier mari de Martha Washington, Daniel Parke Custis, est décédé sans testament, elle a reçu un usufruit sur un tiers de sa succession, y compris les esclaves. Ni George ni Martha Washington ne pouvaient libérer ces esclaves de par la loi. À la mort de Martha, ces esclaves revinrent au domaine de Custis et furent répartis entre ses petits-enfants. En 1799, 153 esclaves de Mount Vernon faisaient partie de cette propriété douaire.
Martha signe un acte d'affranchissement en décembre 1800. Les extraits des dossiers judiciaires du comté de Fairfax conservent cette transaction. Les esclaves reçoivent leur liberté le 1er janvier 1801.

#### Tombeau de Washington

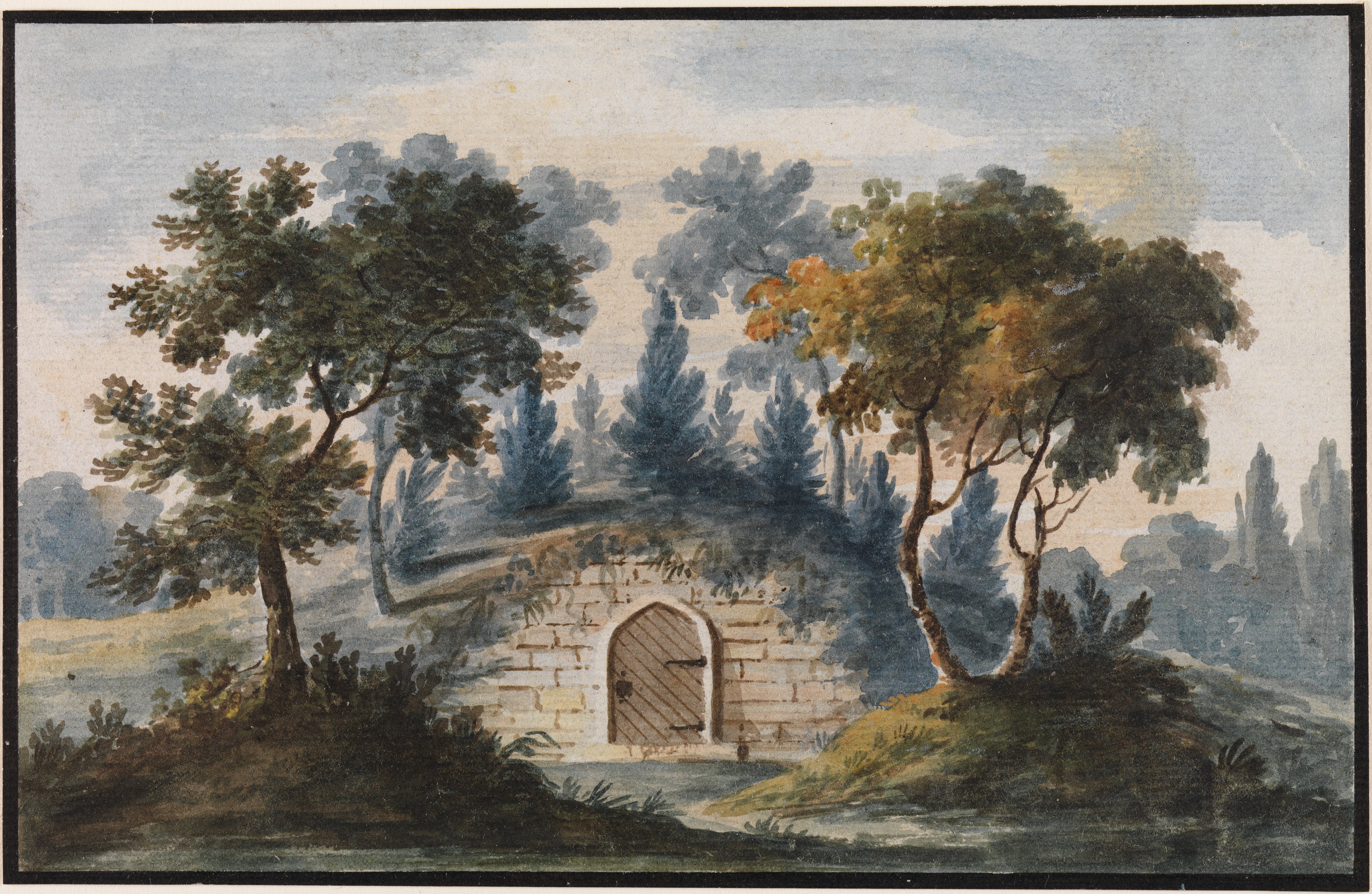
Pavel Svinine, Premier tombeau de Washington au Mount Vernon, copie à l'aquarelle d'après une gravure dans The Port Folio Magazine, 1810, Metropolitan Museum of Art.

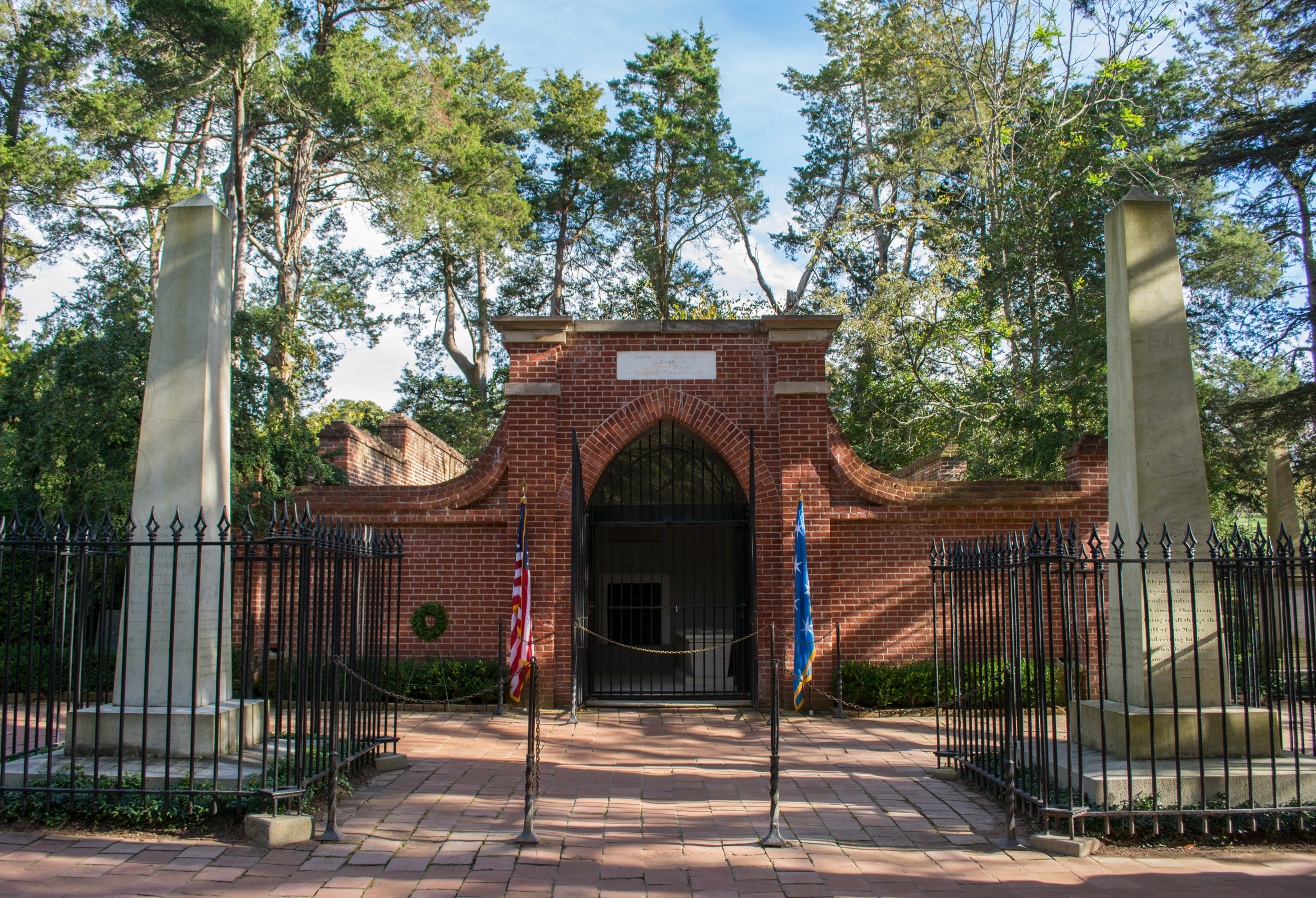
Tombeau de la famille Washington.

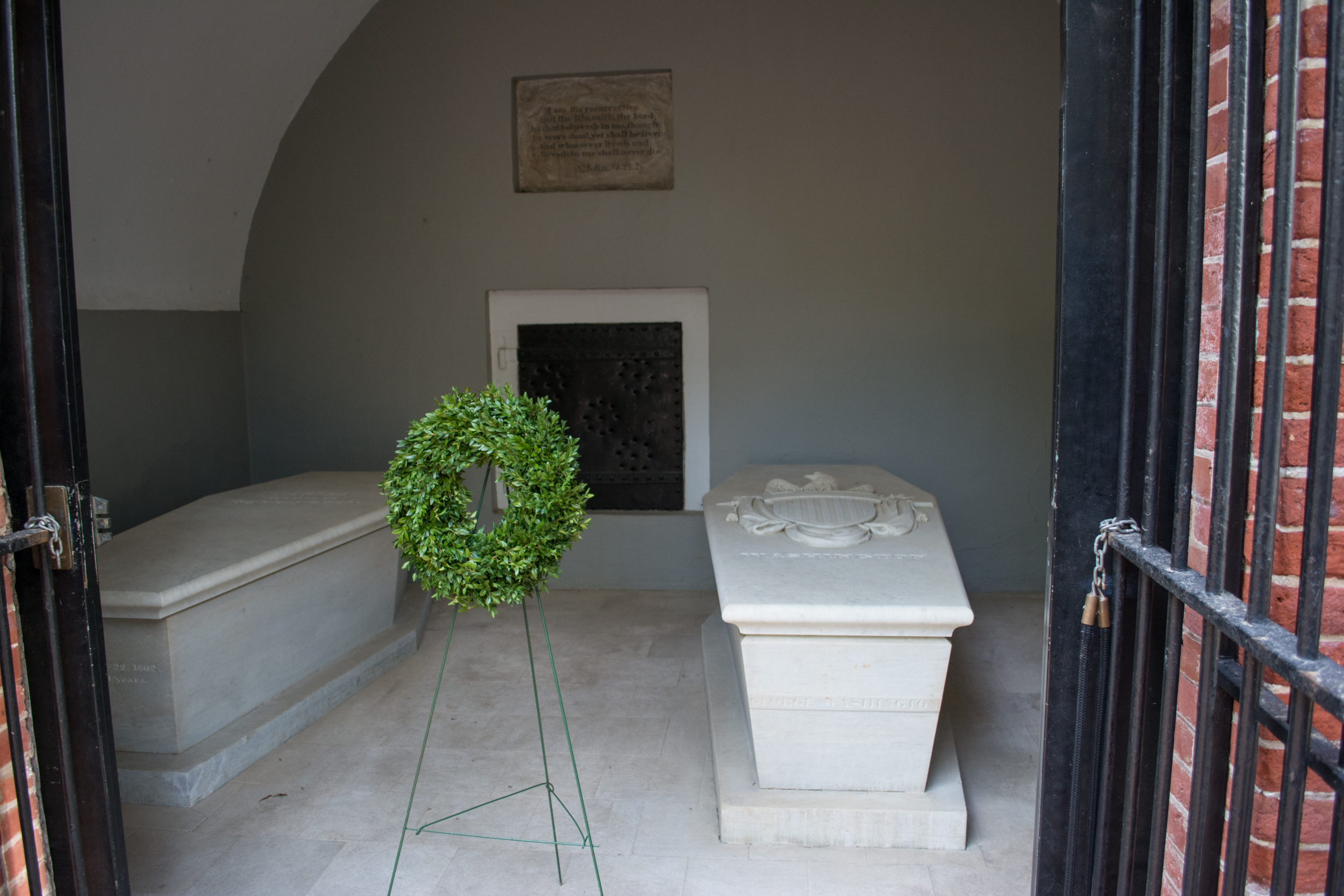
Sarcophages de Martha (à gauche) et de George (à droite) Washington à l'entrée du mausolée familial.

Le 12 décembre 1799, Washington passe plusieurs heures à cheval sur la plantation, sous la neige, la neige fondue et la pluie verglaçante. Il dîne plus tard dans la soirée en gardant ses vêtements mouillés. Le lendemain, il se réveille avec un violent mal de gorge (soit une angine, soit une épiglottite aiguë) et est de plus en plus enroué au fur et à mesure que la journée avance. Tous les traitements médicaux disponibles ne réussissent pas à améliorer son état ; il décède à Mount Vernon vers 22 heures le 14 décembre 1799, à l'âge de 67 ans.
Le 18 décembre, ses funérailles ont lieu à Mount Vernon, où son corps est enterré. Le Congrès adopte une résolution commune visant à construire un monument en marbre au Capitole pour recevoir son corps, une initiative soutenue par Martha. En décembre 1800, la Chambre des représentants des États-Unis adopte un projet de loi de crédits de 200 000 $ (~ 4.55 millions $ en 2023 ) pour construire le mausolée, qui devait être une pyramide avec une base de 30 m². Les sudistes, qui veulent que son corps reste à Mount Vernon, rejettent la mesure.
Conformément à son testament, Washington est enterré dans la crypte familiale qu'il a fait construire lorsqu'il a hérité du domaine. En 1799, elle est en mauvais état ; le testament de Washington demande également qu'un nouveau tombeau, plus grand, soit construit. Cet ouvrage n'est réalisé qu'en 1831, presque à l'occasion du centenaire de sa naissance. La nécessité d'un nouveau tombeau est confirmée lorsqu'une tentative pour voler son crâne échoue. Au début de 1832, un comité mixte du Congrès débat du déplacement du corps de Washington de Mount Vernon vers une crypte du Capitole, construite par Charles Bulfinch dans les années 1820. L’opposition du Sud est intense, exacerbée par un fossé toujours croissant entre le Nord et le Sud.
En 1831, les corps de George et Martha Washington, ainsi que d'autres membres de la famille, sont déplacés de l'ancienne crypte vers le nouveau tombeau familial. Le 7 octobre 1837, les restes de Washington, enfermés dans un cercueil intérieur en plomb, sont transférés du tombeau fermé dans un sarcophage offert par John Struthers de Philadelphie. Il est placé sur le côté droit de la porte d'entrée du tombeau. Une structure similaire a été prévue pour les restes de Martha, qui sont placés à gauche. D'autres membres de la famille Washington sont enterrés dans un caveau intérieur, derrière le vestibule contenant les sarcophages.

### XIXesiècle

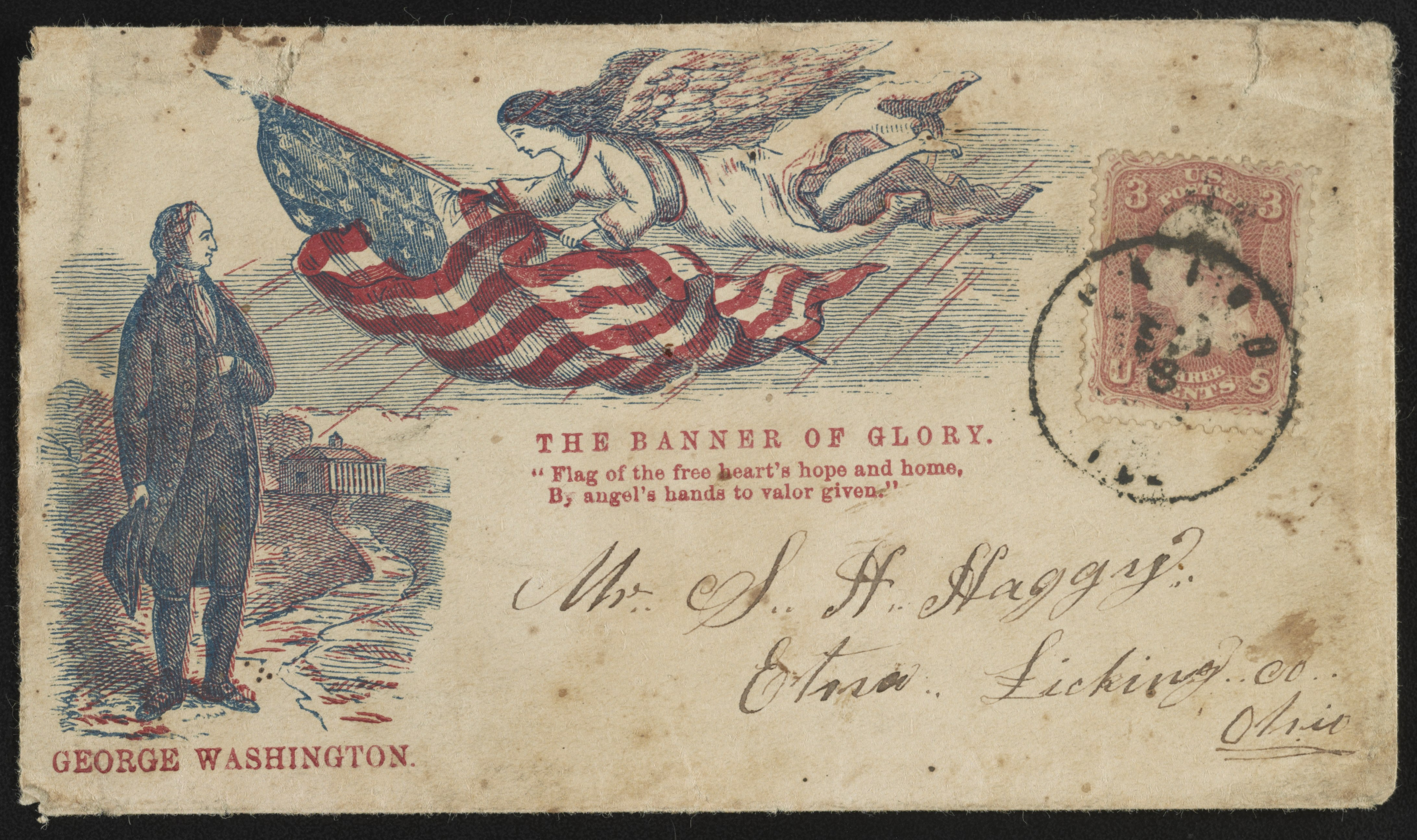
Enveloppe de la guerre civile montrant George Washington debout au mont Vernon et un ange avec le drapeau américain, portant le message "The banner of glofy", entre 1861 et 1865, Library of Congress.

Après la mort de Martha Washington en 1802, le testament de George Washington est exécuté conformément à ses legs. La plus grande partie de sa succession, qui comprend à la fois ses papiers et Mount Vernon, est transmise à son neveu, Bushrod Washington, juge assesseur de la Cour suprême des États-Unis,,,,. Le jeune Washington et sa femme déménagent ensuite à Mount Vernon.
Bushrod Washington hérite de peu d'argent et n'est pas en mesure de financer l'entretien du manoir avec les revenus de la propriété et son salaire à la Cour suprême. Il vend certains de ses propres esclaves pour obtenir un fonds de roulement,. Cependant, les faibles revenus de la ferme le laissent à court d'argent et il est incapable d'entretenir correctement le manoir.
Après la mort de Bushrod Washington en 1829, la propriété de la plantation passe au petit-neveu de George Washington, John Augustine Washington II. Après sa mort en 1832, sa femme, Jane Charlotte, hérite du domaine et son fils commence à le gérer. À sa mort en 1855, John Augustine Washington III hérite de la propriété. Alors que ses fonds diminuent et que les dégradations causées par des centaines de visiteurs commencent à faire des dégâts, il ne peut pas faire grand-chose pour entretenir le manoir et ses environs.
John Augustine Washington III suggère au Congrès des États-Unis que le gouvernement fédéral achète le manoir. Le Congrès n'accorde que peu d'intérêt à son offre car la législature se concentre sur les conditions qui conduisent rapidement à la guerre de Sécession. Washington se rend ensuite à Richmond, où il ne réussit pas non plus à obtenir l'aide de l'Assemblée générale de Virginie pour que l'État achète le manoir. Le déclin de celui-ci continue.
En 1858, il vend le manoir et une partie du terrain du domaine à la Mount Vernon Ladies' Association, dirigée par Ann Pamela Cunningham. L'association effectue le dernier versement du prix d'achat de 200 000 $ (6,3 millions $ en dollars de 2020) en décembre 1859, prenant possession de domaine en février 1860. Le domaine est ouvert au public pour la première fois cette année-là.
Le domaine sert de terrain neutre pour les deux camps pendant la guerre civile, même si les combats font rage dans la campagne voisine. Des troupes de l’Union et des États confédérés d'Amérique visitent le bâtiment. Les deux femmes gardiennes demandent aux soldats de laisser leurs armes derrière eux et de se changer pour vêtir des vêtements civils ou au moins de couvrir leurs uniformes. Ils font généralement ce qu'on leur demande.

### XXesiècle

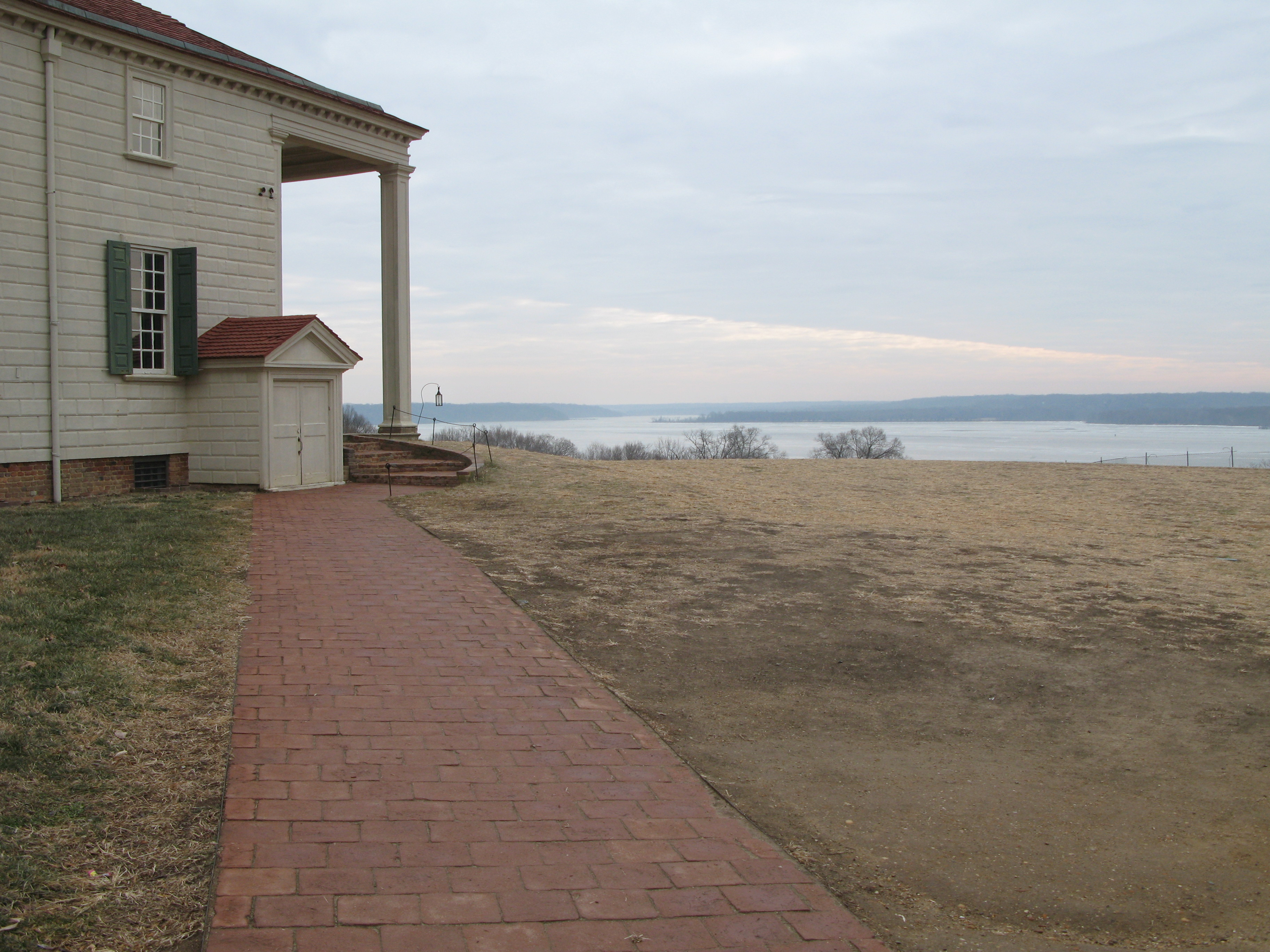
Vue vers le fleuve Potomac.

Harrison Howell Dodge devient le troisième surintendant résident en 1885. Au cours de ses 52 années à la tête du domaine, il en double la superficie, améliore les terrains et ajoute de nombreux objets historiques aux collections. Il étudie les écrits de George Washington sur le domaine, visite d'autres jardins de l'époque coloniale et se rend en Angleterre pour voir des jardins datant de l'époque georgienne. Grâce à ces connaissances,il supervise la restauration du site achevée par Charles Wilson Killam et met en place un certain nombre d'améliorations que Washington avait prévues mais n'avait jamais mises en œuvre.
Charles Wall est surintendant adjoint de 1929 à 1937, puis surintendant résident pendant 39 ans. Il supervise la restauration de la maison par Charles Wilson Killam et plante de la végétation conforme à ce qui était utilisé au XVIIIe siècle. En 1974, une campagne qu'il organise réussit à préserver des espaces verts dans le Maryland, de l'autre côté du fleuve Potomac, en face de Mount Vernon, dans le cadre d'une démarche visant à conserver la vue bucolique depuis la maison. Son bureau est le même que celui utilisé au XVIIIe siècle par George Washington.
Les bateaux à vapeur commencent à transporter des touristes vers le domaine en 1878. En 1892, la ligne de chemin de fer électrique Washington-Alexandria-Mount Vernon ouvre, fournissant un service de tramway électrique entre Alexandria et le domaine,,. Le chemin de fer électrique et ses successeurs transportent des touristes et d'autres personnes entre Washington, DC et Mount Vernon de 1896 à 1932, lorsque le gouvernement fédéral acquiert une partie de son tracé pour construire le George Washington Memorial Parkway,,,. La route, initialement nommée Mount Vernon Memorial Parkway, est ouverte en 1932.

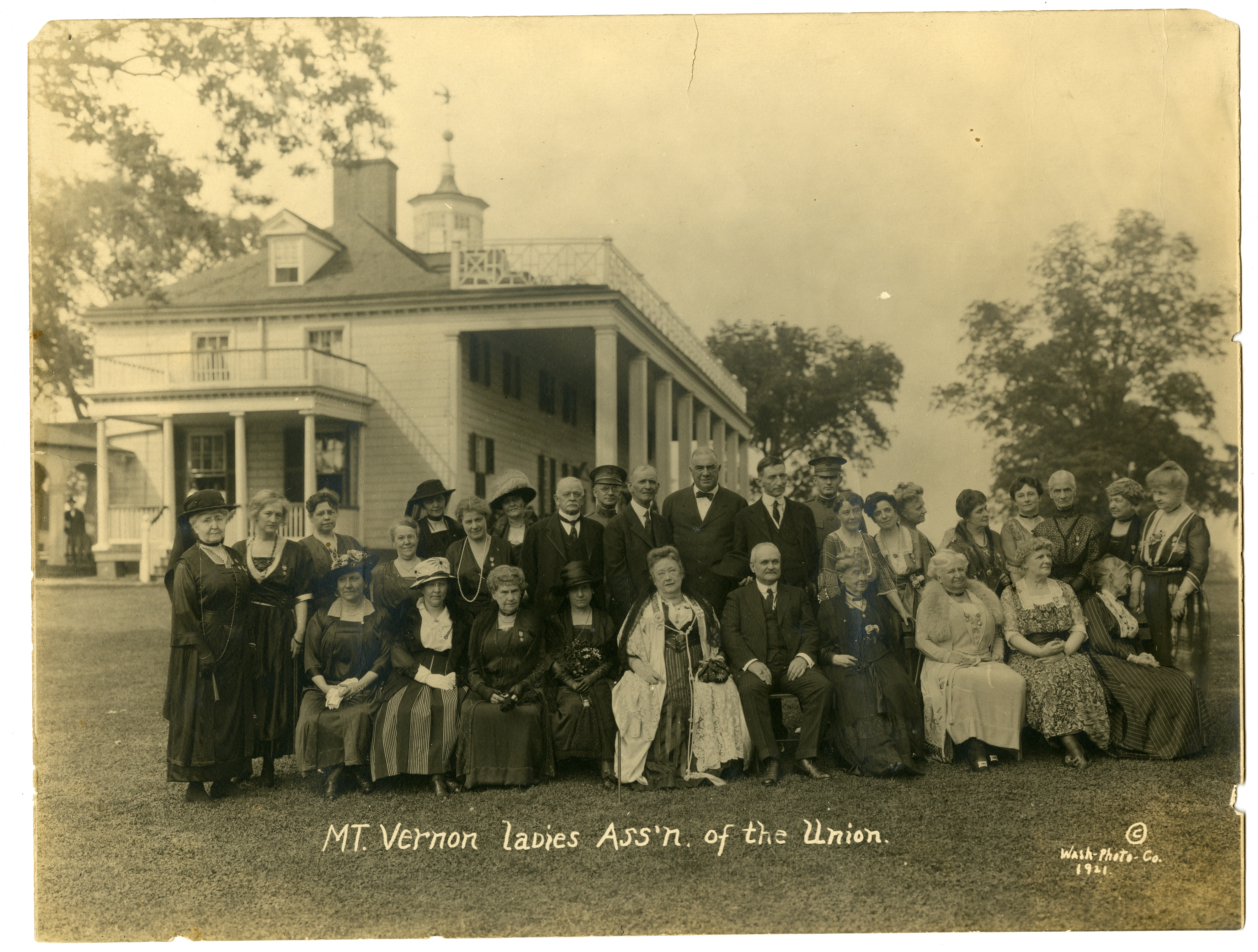
Mt. Vernon Ladies Association en 1921
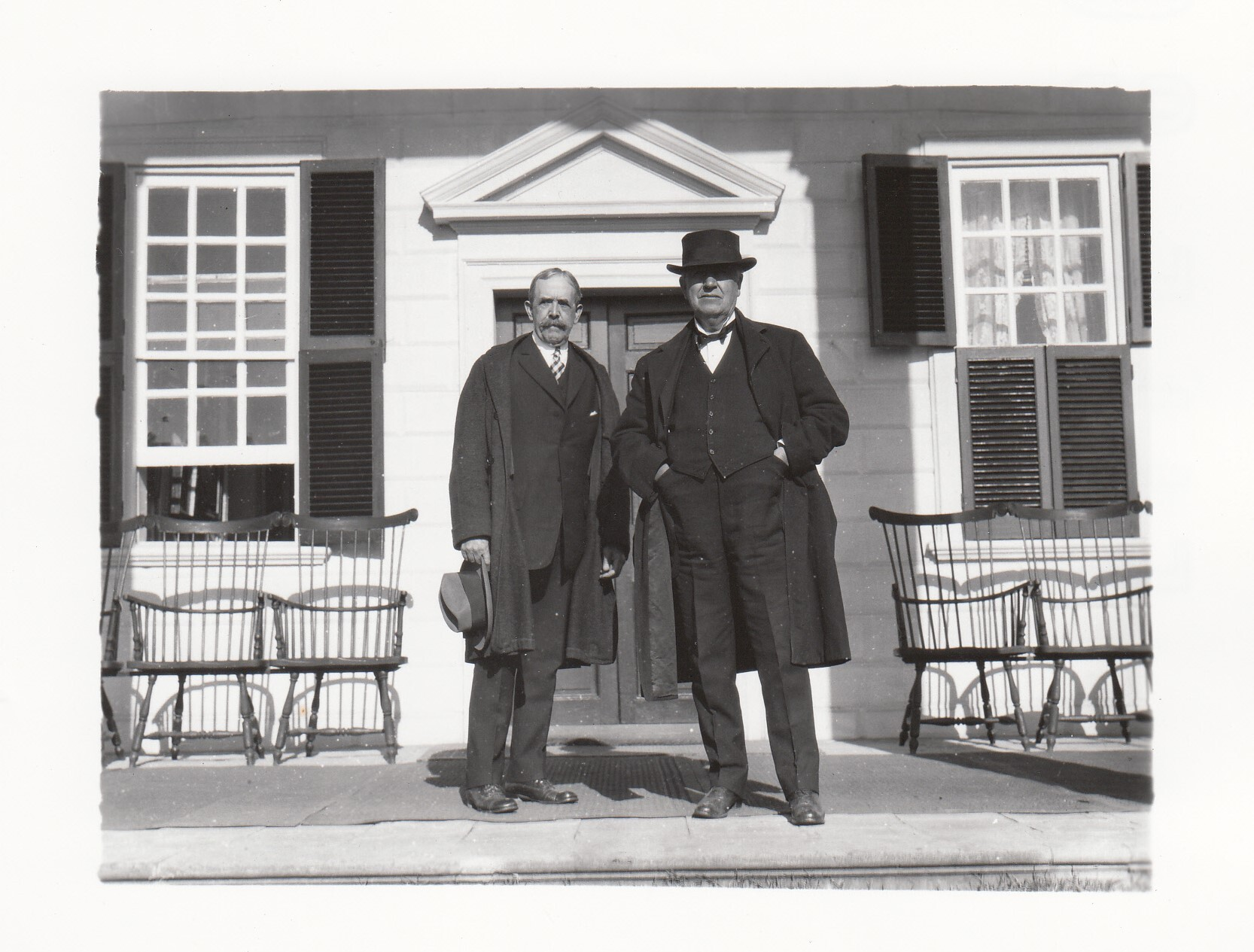
Thomas Edison et Harrison Howell Dodge sur le perron de Mount Vernon
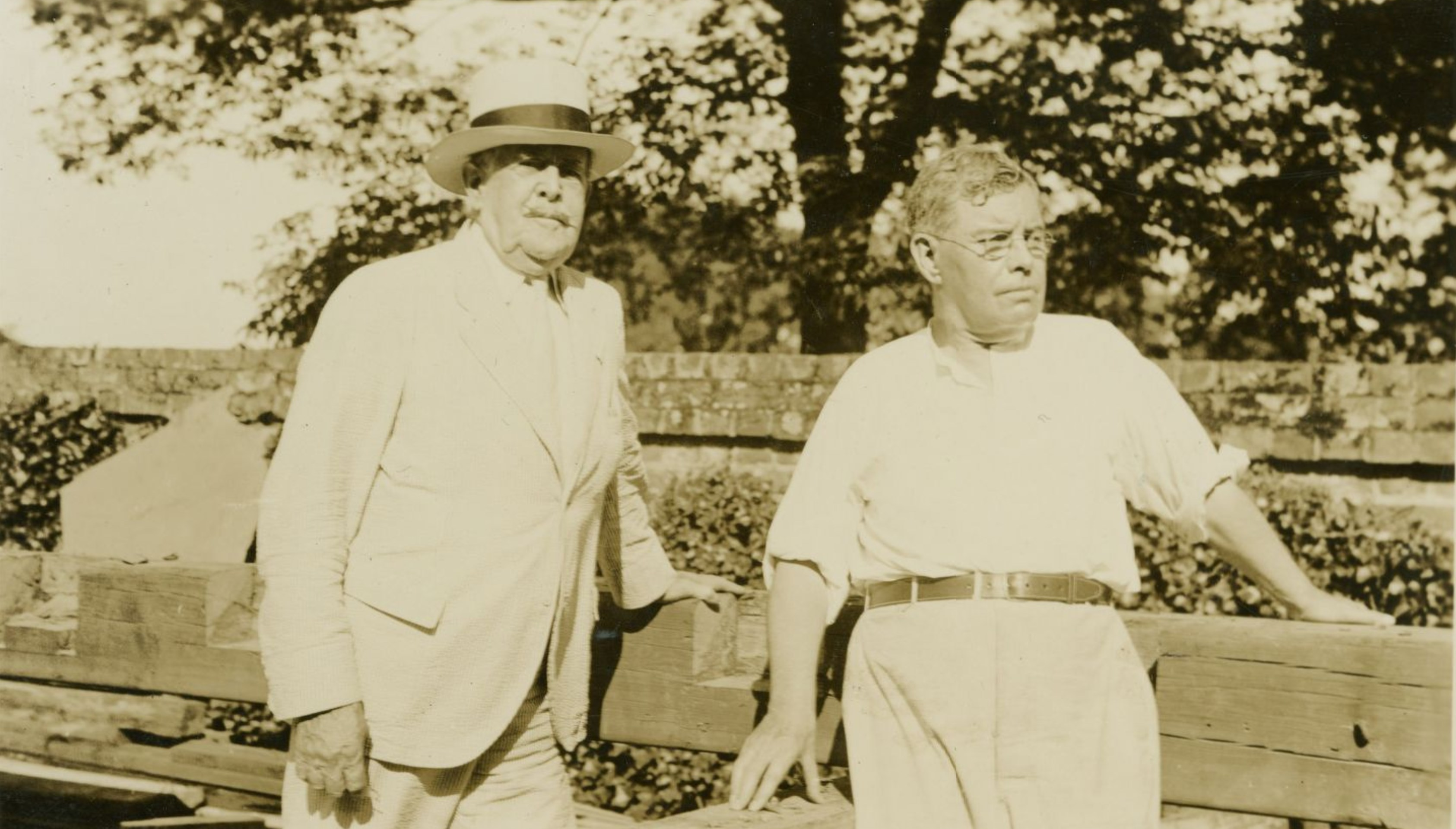
Harrison H. Dodge and Professor Charles W. Killam à Mount Vernon

#### Préservation du panorama de Mount Vernon

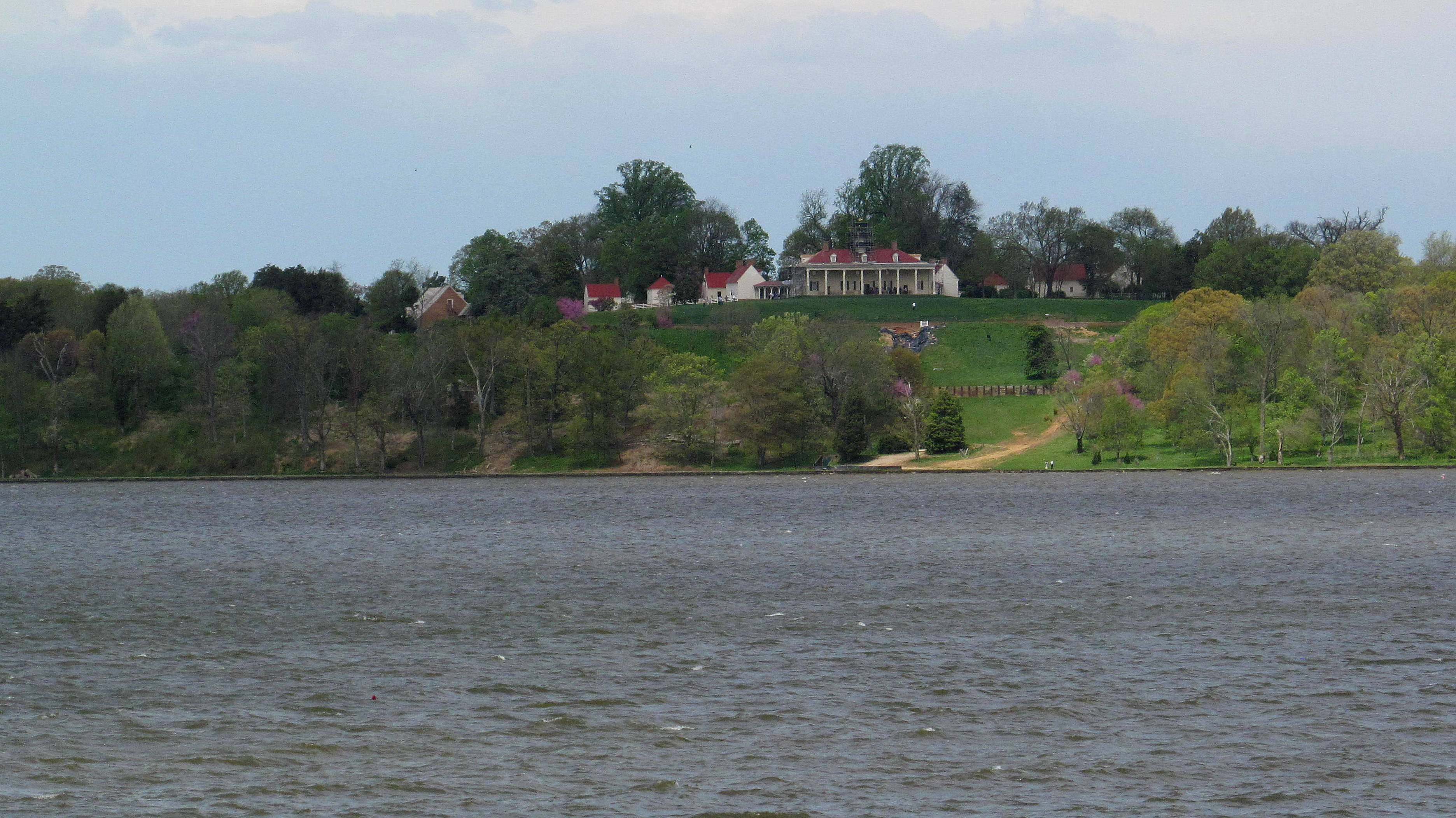
5, Piscataway, MD.

En 1955, une ferme de 485 acres en face de Mount Vernon est mise en vente. Des rumeurs circulent selon lesquelles une compagnie pétrolière allait l'acheter. Charles Wagner, un résident de la Moyaone Reserve, une communauté voisine du site proposé, contacte Charles Wall, le directeur résident de Mount Vernon. La Mount Vernon Ladies' Association et sa dirigeante de l'époque, aussi membre du Congrès de l'Ohio, Frances P. Bolton, expriment le désir de protéger la vue depuis Mount Vernon. À ce stade, Bolton, Wagner, Wall et Robert W. Straus, résident de la Moyaone Reserve, élaborent un plan sur plusieurs décennies pour protéger le panorama de Mount Vernon, connu sous le nom d'Opération Overview ,.
La première étape est franchie en 1957 lorsque Frances P. Bolton fonde la Fondation Accokeek, l'une des premières fiducies foncières du pays. La Fondation est utilisée pour acheter 200 acres (81 ha) de terres en face de Mount Vernon pour aider à préserver la région.
En 1961, à l'instigation de Frances P. Bolton, une résolution commune visant à préserver le panorama est présentée au Sénat des États-Unis par le sénateur Clinton Presba Anderson avec un texte identique à la Chambre des représentants des États-Unis par le représentant John P. Saylor. La résolution est rapidement adoptée et signée par le président John Fitzgerald Kennedy. Son objectif est de « préserver les terres qui offrent la vue d'ensemble principale du domaine de Mount Vernon et de Fort Washington » afin de considérer 133 acres (54 ha) autour de Mockley Point, qui devait être le site de l'usine de traitement des eaux, comme monument national. La résolution autorise également le National Park Service à recevoir des dons et des servitudes panoramiques des communautés adjacentes. Frances P. Bolton et la Fondation Accokeek transférent leurs terres au National Park Service pour former le Piscataway Park  et les résidents de la Moyaone Reserve lui transfèrent les servitudes de conservation pour mieux protéger le panorama. En 2020, la Moyaone Reserve obtient le statut de National Register of Historic Places.

### XXIesiècle

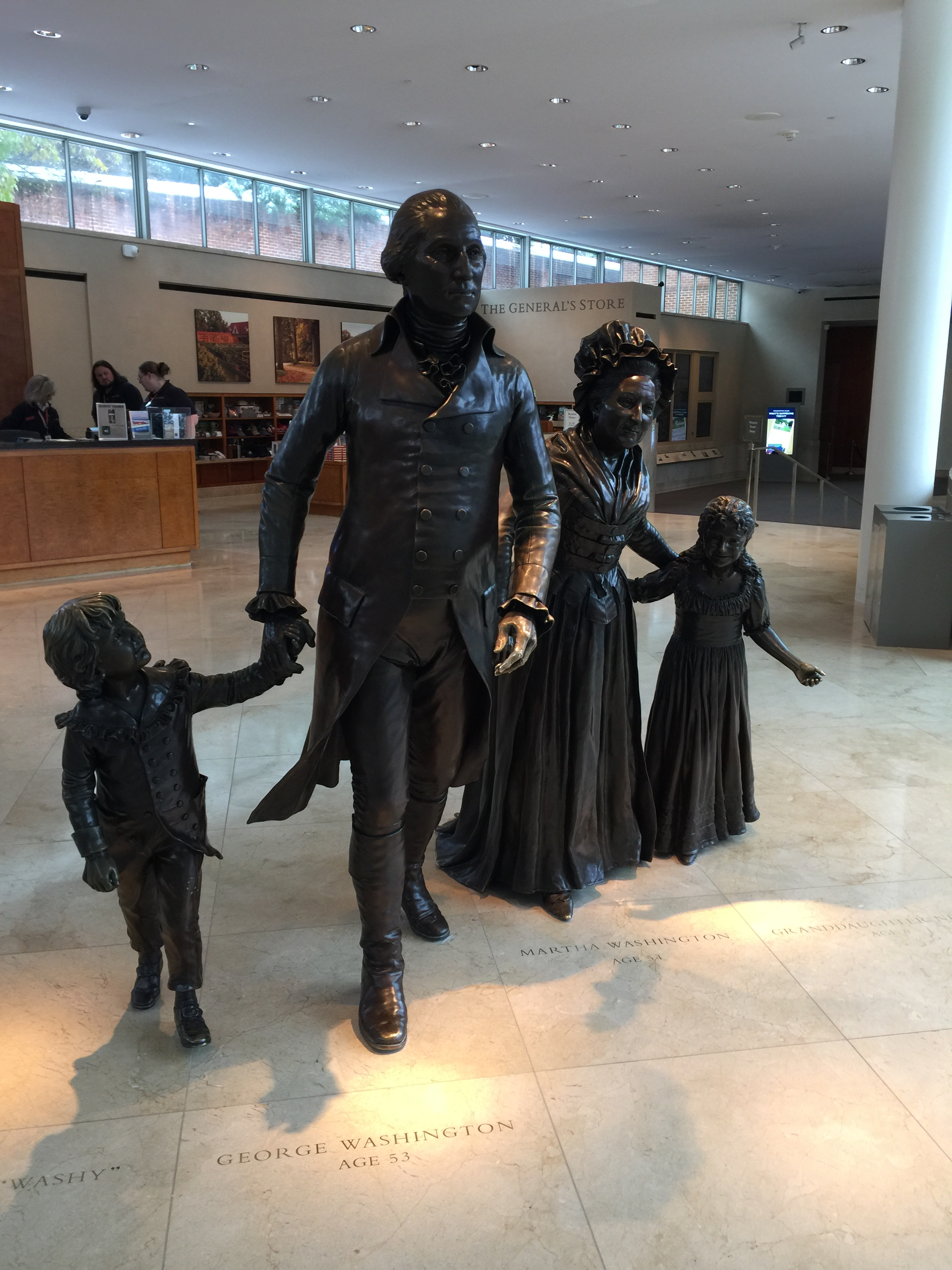
Statue de la famille de George Washington dans le Ford Orientation Center.

En 2007, le domaine ouvre une reconstitution de la distillerie de George Washington sur le site de la distillerie originale, à une courte distance de son manoir. La construction de la distillerie coûte 2,1 million de dollars. La réplique entièrement fonctionnelle reçoit une législation spéciale de l'Assemblée générale de Virginie pour produire jusqu'à 5 000 US gallons (19 000 litres) de whisky par an, en vente uniquement à la boutique de cadeaux de Mount Vernon. Frank Coleman, porte-parole du Distilled Spirits Council qui a financé la reconstitution, a déclaré que la distillerie « deviendra l'équivalent d'un musée national de la distillerie » et servira de porte d'entrée vers l'American Whiskey Trail. En 2019, Mount Vernon lance un festival annuel du whisky.
En 2020, le domaine reçoit plus de 85 millions de visiteurs. En plus du manoir, les visiteurs peuvent voir des dépendances et des granges originales et reconstruites (y compris les quartiers des esclaves), une forge opérationnelle et la ferme des pionniers. Chaque année, le jour de Noël, Aladdin le chameau de Noël recrée la location par Washington en 1787, d'un chameau pour 18 shillings afin de divertir ses invités avec l'animal qui a amené les Rois mages à Bethléem pour rendre visite à Jésus nouveau-né.
Le développement et l’amélioration du domaine constituent une préoccupation permanente. Dans le cadre d'une campagne de collecte de fonds de plus de 1 000 millions de dollars, deux nouveaux bâtiments conçus par GWWO, Inc./Architects ont ouvert en 2006 pour servir de lieux de présentation d'informations supplémentaires sur George Washington et la révolution américaine. Le Ford Orientation Center présente aux visiteurs George Washington et Mount Vernon avec des expositions et un film. Le musée et centre éducatif Donald W. Reynolds abrite de nombreux objets liés à Washington ainsi que des expositions multimédias et des films utilisant une technologie de divertissement moderne.
L'espace aérien entourant Mount Vernon est restreint pour éviter les dommages causés par les vibrations des avions. En conséquence, la photographie aérienne est limitée et nécessite des approches uniques.

## Administration
Mount Vernon reste une propriété privée. L'association à but non lucratif Mount Vernon Ladies' Association ne reçoit aucun fonds du gouvernement fédéral pour soutenir la restauration et l'entretien du manoir et des 500 acres (2,02342821 km2) de terrains ou ses programmes et activités éducatifs.
L'association tire ses revenus de dons caritatifs et de la vente de billets, de produits et de marchandises aux visiteurs. Ils lui permettent de poursuivre sa mission « de préserver, restaurer et gérer le domaine de George Washington selon les normes les plus élevées et d'éduquer les visiteurs et les gens du monde entier sur la vie et l'héritage de George Washington, afin que son exemple de caractère et de leadership continue d'informer et d'inspirer les générations futures. ». L'entrée à Mount Vernon est gratuite le Presidents Day (le troisième lundi de février) et le jour de l'anniversaire de George Washington (le 22 février).

## Honneurs

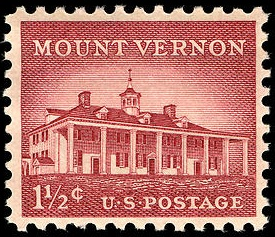
Timbre de 1,5 cent de la série Liberty de 1956.

Mount Vernon a été représenté sur un timbre-poste américain de 1 cent en 1936 dans le cadre de la série commémorative de l'armée et de la marine. Le timbre vert, qui était le premier de la série, contenait également des portraits de George Washington et de Nathanael Greene, un major général de la Continental Army pendant la guerre d'indépendance.
En 1956, un timbre de 1,5 cent de la série Liberty des timbres-poste américains commémore Mount Vernon comme sanctuaire national. La série Liberty devait à l'origine honorer six présidents, six Américains célèbres et six monuments nationaux historiques. Le timbre de Mount Vernon, qui représente une vue de la maison de Washington face au fleuve Potomac, est le premier de l'émission à commémorer un monument.
Mount Vernon a été désigné National Historic Landmark le 19 décembre 1960 et inscrit au registre national des lieux historiques le 15 octobre 1966. Le site est inscrit sur la liste indicative au patrimoine mondial de l'Unesco depuis 2008, mais n’a pas été approuvé.
En 2014, Mount Vernon a décerné son premier prix Cyrus A. Ansary pour le courage et le caractère à l'ancien président George H. W. Bush,.

## Dans la littérature
Une scène du roman Le Complot contre l'Amérique de Philip Roth (2004) se déroule à Mount Vernon.

## Sentiers

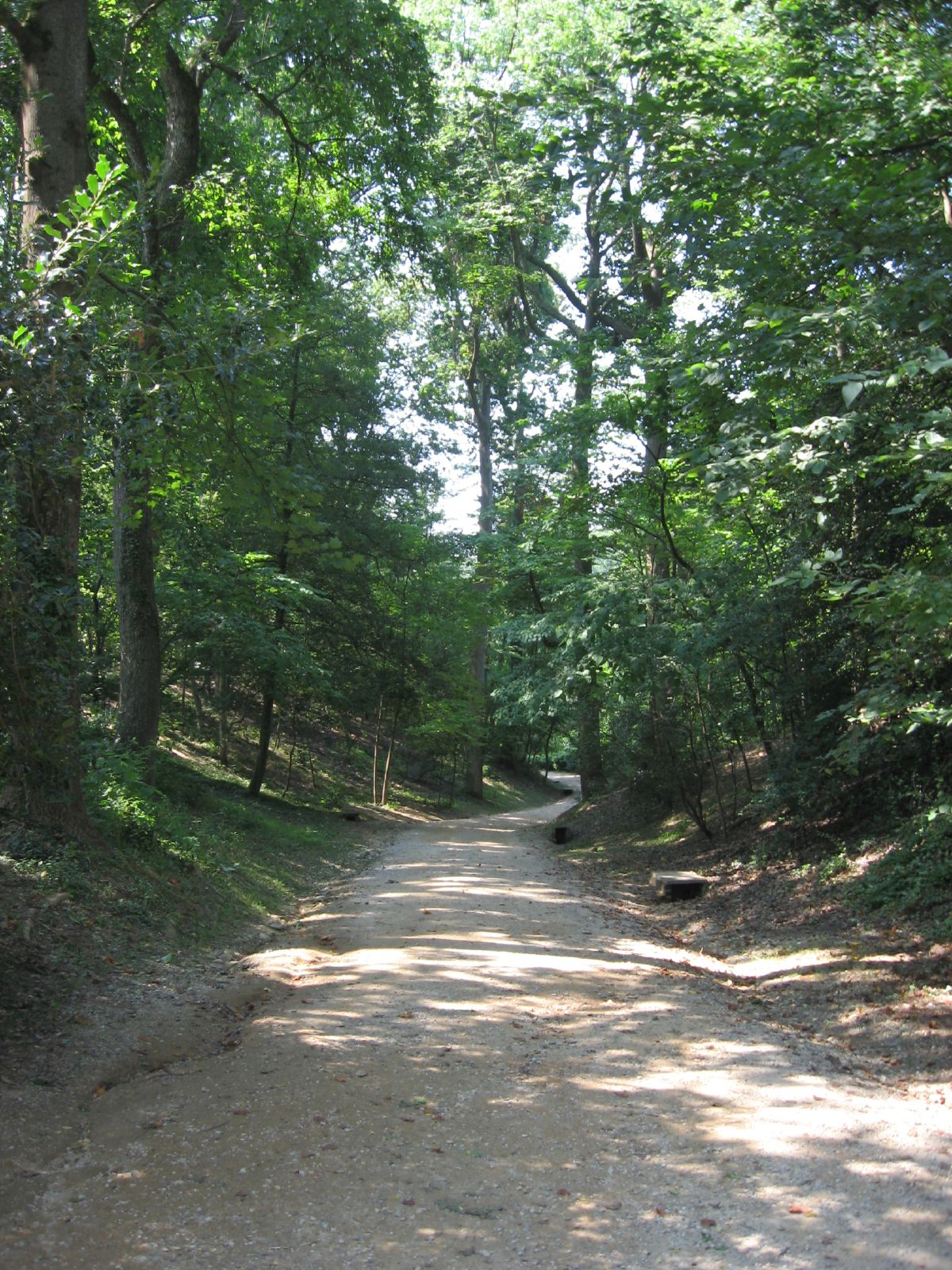
Mount Vernon Trail près d'Alexandria.

Le Mount Vernon Trail, long de 17 milles (27km), longe le George Washington Memorial Parkway et le fleuve Potomac entre le domaine de Mount Vernon et Rosslyn dans le comté d'Arlington, où il rejoint le Custis Trail,. Le sentier à usage partagé fait partie du Potomac Heritage Trail, de l'East Coast Greenway et de l'US Bicycle Route 1.
Le Mount Vernon Trail se connecte aux sentiers à usage partagé qui empruntent le Pont Francis-Scott-Key (Washington, D.C.), le pont Theodore Roosevelt, l' Arlington Memorial Bridge et le pont George Mason Memorial (l'un des ponts de la 14th Street ),. Les ponts traversent le fleuve jusqu'à Washington, DC, où leurs sentiers à usage partagé se connectent aux Rock Creek Trail et Potomac Parkway Trail, au chemin de halage du Chesapeake and Ohio Canal et au Capital Crescent Trail,.